# ダイヤモンドは砕けない
『ジョジョの奇妙な冒険 Part4 ダイヤモンドは砕けない』（ジョジョのきみょうなぼうけん パート4 ダイヤモンドはくだけない、JOJO'S BIZARRE ADVENTURE Part4 Diamond is Unbreakable）は、荒木飛呂彦の漫画作品『ジョジョの奇妙な冒険』のPart4（第4部）。スタンド（幽波紋）シリーズ・第2弾。サスペンス・ホラー漫画に分類されるが、シュール・コメディの要素が取り込まれている。単行本29巻 - 46巻（1992年 - 1995年）に収録。
『ダイヤモンドは砕けない』は後年に付けられた副題で、連載と単行本当時の副題は「第4部 東方仗助」。なお、文庫版で付けられた日本における英語表記は『Diamond is not Crash』だったが、これは英語としては誤った表現であるため、後に発売されたゲーム版や画集やアニメ、実写版（後述）では『Diamond is Unbreakable』へと変更された。
2015年10月24日には、テレビアニメ化が決定したことが報じられ、2016年4月から12月まで放送された。
2017年8月4日には、本作単体での実写映画版が劇場公開された。詳細は#実写映画を参照。

## 制作背景
作者によると、本作のテーマの1つは「街を描く、街を創る」ということ。本来はPart3で『ジョジョ』を完結させて、次回作として隣の街にいそうな殺人鬼の話を新しく描く予定だったが、蜘蛛の巣を張って待ち構えているタイプのスタンドのアイデアが残っていたため、「街を舞台にして第4部をやろう」ということになった。
また作者自身が完結後に振り返ってみると、「第1部から第3部のひとつの流れから緩やかにつながって広がっていったのが第4部であり、第5部からはテーマ性が深化したため、初期の構想から考えると『ジョジョ』は第4部で終わっていたと言えるかもしれない」とも語られている。
読者や編集部から「第4部になって敵が弱くなった」という意見が多く寄せられたという。これに対して作者は「第4部は人の心の弱さがテーマ」「心に弱さをもった人が、その弱さを攻撃に向けることが真の怖さである」といった趣旨の反論をしている。インフレ前提の「DIOより強い敵が出てこないがどうなっているのか」という意見も寄せられたが、インフレを否定しその上で作ったラスボスが吉良吉影である。
本作の時代設定は連載当時からは未来に当たり、作者によると世紀末の不安と日常が描けるということで1999年という近い未来になった。「ウソの（架空の）犯罪や事件も作れるような」世界観にしたかったと言い、「死後の世界にしようかな」とも考えたが馴染みがないため止めたと語られている。
担当編集者インタビューで、4部は「読者の年齢層は高め」「日本人の主人公で舞台も日本という身近な設定でもあり読者アンケートの結果は良かった」と語られている。

## あらすじ
空条承太郎がエジプトでDIOを撃破してから10年以上の月日が流れた、1999年。日本のM県S市の杜王町（）に住む高校生の広瀬康一（）の視点と語りで物語が語られる。海洋冒険家となった承太郎は祖父のジョセフ・ジョースターの遺産分配について調査した結果、彼の隠し子（承太郎にとっては年下の叔父）である高校生の東方仗助（）が杜王町に住んでいることを知る。承太郎から父のことと、町に邪悪なスタンド使いが潜んでいることを聞かされた仗助は、邪悪なスタンド使いに殺害された母方の祖父の意思を継ぎ、町を守るために自らが戦うことを決意する。
何者かが杜王町で意図的にスタンド使いを増やしていることを知った仗助と承太郎は、スタンド能力を覚醒させる「弓と矢」を巡って激闘を繰り広げる。仗助たちは次々と立ちはだかるスタンド使い達との戦いの末に「弓と矢」の回収に成功するが、杜王町には「弓と矢」によって覚醒したスタンド使いが多数存在しており、数々の奇妙な事件を経て彼らと邂逅する。また、仗助は杜王町を訪れたジョセフと対面し、不器用ながらも親子の絆を深めていく。
康一と漫画家・岸辺露伴は15年前に起きた事件で死亡して幽霊となった少女の杉本鈴美と出会い、彼女を殺した殺人鬼が今もなお杜王町で快楽殺人を続けていることを知る。その後、仗助達が知り合ったスタンド使いの一人・矢安宮重清がひょんな事から殺人鬼と遭遇した末に犠牲にあったことで、殺人鬼もまたスタンド使いであることが判明する。調査の末に仗助たちは殺人鬼が吉良吉影（）という人物だと知り、追い詰める。だが、吉良は他人のスタンド能力を利用して自分の顔と逃亡の際に遭遇した背格好の近い男・川尻浩作の顔を入れ替え、彼に成り済まして行方をくらませる。
川尻浩作の顔と生活を奪った吉良だったが、父の変化に不審感を抱いた小学生・川尻早人は独自に調査を始めた末、父に成り済ました吉良が殺人行為をした瞬間を目撃。同時に本物の父は殺されて今の父は殺人鬼が成り済ました偽者であるという事実を知る。早人の奮闘によって正体を暴かれた吉良は仗助と対決するも追いつめられ、最後は野次馬に包囲されて逃げ場を失ったところを救助に来た救急車に轢かれて死亡する。吉良の魂は生死の境界へたどり着き、待ち構えていた鈴美の策に敗れて現世から追放される。
役目を終えた鈴美は仗助たちに見送られながら現世を去り、「弓と矢」がもたらした一連の脅威も去ったことから、承太郎とジョセフも仗助に見送られてアメリカへの帰国の途に就く。ジョセフは、仗助ら杜王町の住人たちには悪に屈さない正義の心「黄金の精神」が宿っており、その精神は連綿と引き継がれていくことを確信する。康一は、1999年の夏はほとんどの人々にとってはいつもと同じようにすぎていったと語り、第4部は閉幕する。

## 登場人物
スタンドのパラメーターは『JOJO A-GO!GO!』より。
担当声優はASB版・EOH版 / テレビアニメ版の順に表記。1人しか記載がない場合はテレビアニメ版のものとする。なお、テレビアニメ版以降に発表されたゲーム作品では、テレビアニメ版に準じたキャストが起用されている。
演の項は特記の無い限り、実写映画版における俳優。

### 主要人物
東方 仗助（ひがしかた じょうすけ）
声 - 羽多野渉 / 小野友樹（少年時代 - 大地葉）
演 - 山﨑賢人
Part4の主人公。身長180センチメートル。第4部のJOJO。ジョセフの隠し子で、血縁上は承太郎の叔父。スタンドは触れたものを治す「クレイジー・ダイヤモンド」。
『ジョジョの奇妙な冒険』シリーズを象徴する主人公の愛称は「ジョジョ」だが、仗助に対しては序盤で一度用いられただけである。
『オールスターバトル』以降の北米版では第八部の東方定助との区別のため"Josuke Higashikata 4"と表記されるほか、スタンド名も"Shining Diamond"（シャイニング・ダイヤモンド）と改名されている。Crunchyrollで配信されているテレビアニメの北米版でも、スタンド名は同様の変更である。
広瀬 康一（ひろせ こういち）
声 - 朴璐美 / 梶裕貴
演 - 神木隆之介
仗助の同級生。今作の語り部。1984年3月28日生まれ。牡羊座。設定上の身長は157センチメートルだが、デフォルメされてもっと低く描かれている。両親と姉との4人暮らしで老犬ポリスを飼っている。当初は一般人だったが、虹村形兆に「矢」で射抜かれスタンド使いとなる。
最初は頼りない性格だったが、自分で窮地を乗り越えていく度に人間的に成長していき（その都度、髪が逆立つ）、仗助たちから強く信頼されるようになる。特に承太郎からの信頼は厚い。一癖ある人物からも好かれる性質で、露伴は彼を親友と言い、山岸由花子は異常に彼を愛し、敵として交戦経験もあった小林玉美や間田敏和からも親しくされている。
当初は由花子の強引な求愛に引き気味であったが、和解を申し出たのち、辻彩によるスタンドメイク術を経て彼女に想いを寄せ、両想いとなり成就する。
Part5『黄金の風』の序盤にも登場しジョルノと接触、共闘した。そのためPlayStation 2用ゲーム『ジョジョの奇妙な冒険 黄金の旋風』に登場予定だったが事情により未登場となった。
名字の由来は、宮城県仙台市を流れる河川「広瀬川」。
エコーズ
虹村形兆に「矢」で射抜かれたことで発現したスタンド。当初卵の状態で出現し、玉美との戦いで殻を破って誕生した。康一の精神的成長に合わせて脱皮するように進化していく。進化直後は進化前の能力を使用できず狼狽する場面もあったが、後にエコーズの各形態を用途に応じて任意で切り替えて使い分けることができるようになった。
スタンド名の由来はイギリスのバンドピンク・フロイドの楽曲「エコーズ」。
『オールスターバトル』以降およびテレビアニメの北米版では、"Reverb"（リバーブ）と改名されている。
ACT1（アクトワン）
【破壊力 - E / スピード - E / 射程距離 - B / 持続力 - B / 精密動作性 - C / 成長性 - A】
卵から孵ったエコーズ。長い尻尾と車輪が合わさった姿をしている。射程は50m程度。パワー、スピードはほとんど無いが、物体に文字（擬音）を貼り付け、その音を繰り返し響かせる能力を持つ。物理的攻撃力はないが、騒音を継続して聞かせるなどして精神にダメージを与えることはできる。また、康一の気持ちを文章にしたモノを相手に貼り付ければ、相手の心に直に想いを強く訴えることができる。ただし、由花子のような異常なまでに思い込みの激しい人間には通用しない。射程距離が長いので、偵察に使われたりもする。
デザインのイメージはエイリアンの幼生。
ACT2（アクトツー）
【破壊力 - C / スピード - D / 射程距離 - B / 持続力 - B / 精密動作性 - C / 成長性 - A】
「ACT1」が進化した姿で、やや小型化したエコーズ。射程はACT1と変わらない。ACT1よりスピードが格段に上昇し、尻尾を切り離して変形させたしっぽ文字に触れた者に文字に応じた擬音の効果を体感させる能力を持つ。文字はACT1同様物体に貼り付けることも可能。ただし、しっぽが変形したものであるため、破壊されると本体にダメージが及ぶ。シアーハートアタック戦を最後に登場しなくなる。
ゲーム『アイズオブヘブン』では、「ドラララ」を張り付けることでクレイジーダイヤモンドのラッシュを再現している。
デザインのイメージは立ち上がったアライグマ。
ACT3（アクトスリー）
【破壊力 - B / スピード - B / 射程距離 - C / 持続力 - B / 精密動作性 - C / 成長性 - A】
「ACT2」が進化した姿で、それまでのエコーズの姿とは異なり子供のような姿をした人間型のスタンド。自意識を持ち会話も可能であり、康一には従順で丁寧な言葉使いだが口汚く、「S・H・I・T（エス・エイチ・アイ・ティー）」が口癖。射程は短く5m程度だが、その分身体的強度とパワーが増し肉弾戦が可能となった。殴った物質を重くする「3 FREEZE（スリー・フリーズ）」の能力を持つ。重さは康一が対象に近づけば近づくほど重くなり、30センチメートルくらいまで接近すればスタンドさえも地面にめり込みほとんど動けなくなるほど重くできるが、一度に一つの物しか重くできず、射程距離外に出てしまうと重さが消えるどころか能力自体が解除されてしまう。
なお第5部『黄金の風』での登場時には、破壊力が「A」になっている。
虹村 億泰（にじむら おくやす）
声 - 高木渉 / 高木渉（小学生時代 - 齋藤小浪）
演 - 新田真剣佑（幼少期 - 岩田琉聖）
虹村家の次男、形兆の弟。身長178センチメートル。てんびん座。各部に貨幣に関するマークが入り、右肩に「億」、左肩に「BILLION」と書かれた学ランを着ている。ぶどうヶ丘高校の一年生で、仗助と康一とは在籍クラスが違う。
単純で直情的だが気のよい人物。自他ともに頭が良くないことを認めており、深い思考は不得手。いつも兄頼りだったために決断も苦手。女子に縁がないらしく、康一と由花子の関係に嫉妬して泣いて悔しがることも多い。強面な容姿に似合わず、なかなかのおぼっちゃん育ちでグルメ。甘党であり、辛いものは苦手。
物語序盤は敵スタンド使いとして登場。死ねない怪物と化した父を死なせてやるために「弓と矢」で「父親を殺せるスタンド使い」を産み出そうとする兄の手助けで仗助と戦った。しかし彼に助けられ、父親を治すスタンドを探すのなら手伝ってもいいというのを聞いたことにより改心し、それ以降は仗助の親友となる。レッド・ホット・チリ・ペッパーに兄を殺害された後、捜索の末に本体の音石明を見つけ出し仇を討つことに成功。その後も仗助らと行動を共にする。
吉良吉影との決戦では、猫草の「空気弾」による爆撃で重傷を負い、心肺停止状態に陥るが、クレイジー・ダイヤモンドによる修復と、夢の中で邂逅した兄から「自分の行き先は自分で決めろ」と諭され「杜王町に戻る」と決断したことで戦線に復帰した。
最終決戦後、貰い手のいない猫草を新しい家族の一員として迎え入れた。アニメ版最終話のエピローグシーンでは父、猫草と家族揃って「トラサルディー」に来店している。トニオのパール・ジャムの力をもってしても父を元に戻すことはできなかったが、「まあ、いいか」と気にしていなかった。
作者によると、「虹村」という名前は漢和辞典を取り出しながら「虹がいいなあ」と考えて決めたという。
ザ・ハンド（手）
【破壊力 - B / スピード - B / 射程距離 - D / 持続力 - C / 精密動作性 - C / 成長性 - C】
右手で掴んだあらゆる物を空間ごと削り取る、人型のスタンド。削られた空間は自然に閉じ、空間ごと削り取られた対象物がどこに行くのかは億泰自身にも分からず、クレイジー・ダイヤモンドの修復能力でも戻すことはできない。対象の強度・硬度にかかわらず、当てることさえできればあらゆる物を削り取れる驚異的な能力を持つ。
空間ごと削り取るには、右手で弧を描くような軌道で大振りする必要があるため、接近戦を得意とするスタンドやスピードが速いスタンドには直接当てることは難しく、劇中でも戦闘中に敵自体を削り取ったことは一度もなかった。
だが直接削り取る以外にも能力の応用として、自分と対象の間の空間を削り取り、その空間が閉じる力を利用して、弧を描いた方向へ自身を瞬間移動させたり、弧を描いた軌道上の対象物を自身の方へと引き寄せることが可能で、これを用いることにより多彩な行動や味方の戦闘のサポートが行える。レッド・ホット・チリ・ペッパー戦では、この能力で自身を瞬間移動させて戦い相手を翻弄し、仗助と吉良吉影の決戦の最終局面では、追い詰められたキラークイーンが腹部のシャッターを閉めていない隙を突いて、この能力で猫草を引き寄せ奪い取っている。また、空間を削り取るがその空間に存在する物質には触れるわけではないという性質上、キラークイーンの空気弾爆弾を爆発させずに消滅させることができるため、仗助らでは避けて逃げるしかなかったこの爆弾を一挙に無力化した。
スタンド名の由来はアメリカのバンド「ザ・バンド」。
岸辺 露伴（きしべ ろはん）
声 - 神谷浩史 / 櫻井孝宏
演 - 高橋一生（『岸辺露伴は動かない』）
杜王町に住む人気天才漫画家。虹村形兆によりスタンド能力に覚醒する。
スタンド能力で対象を本へと変え、情報を閲覧したり書き込んだりもできるスタンド「ヘブンズ・ドアー（天国への扉）」を操る。1983年の杉本家殺人事件の生き残り。
空条 承太郎（くうじょう じょうたろう）
声 - 小野大輔 / 小野大輔
演 - 伊勢谷友介
Part3の主人公で仗助の（年上の）甥。28歳。ジョセフに隠し子・仗助がいることが発覚したことで、彼に会うために杜王町を来訪する。スタンド使いの殺人鬼・アンジェロから、DIOの遺産たる「弓と矢」の存在を知り、行方を追う。絶大な破壊力と精密性、時間停止能力を持つ最強のスタンド「スタープラチナ（星の白金）」を操る。
ジョセフ・ジョースター
声 - 杉田智和（ASB版）・石塚運昇（EoH版） / 石塚運昇
Part2の主人公で仗助の父親。79歳。仗助と対面するため、また音石明をそのスタンド能力で追跡するため、杜王町を訪れる。念写能力を持つ茨状のスタンド「ハーミットパープル（隠者の紫）」を操る。
吉良 吉影（きら よしかげ）
声 - 小山力也 / 森川智之
手の綺麗な女性を48人殺してきた連続殺人鬼。杉本鈴美、矢安宮重清、辻彩などを殺害した。本作における最大の敵。
スタンドは爆弾に関する能力を持つ「キラークイーン」。スタンド名は、『オールスターバトル』以降およびテレビアニメの北米版では"Deadly Queen"（デッドリークイーン）と改名されている。

川尻 早人（かわじり はやと）
声 - 佐藤ゆうこ / 佐藤利奈
川尻浩作と川尻しのぶの息子。11歳。登場時点では両親の盗撮や盗聴が趣味の暗い性格の少年だったが、父親が別人と分かり得体の知れない恐怖と危機感を抱くようになってからは、感情表現豊かな子供となった。母いわく「何を考えてるか分からない子」。本人いわく「本当に自分は両親から求められて生まれた子なのか？」と両親の愛が欲しかったゆえ、考えた末に「記録と観察」という理由で両親の盗撮に走った。その中で吉良吉影が成り済ました父の不審な行動に疑念を抱き、猫草の一件で今の父は殺人鬼が成り替わった偽者であると確信に変わる。吉良と戦おうと決心し、スタンド能力を持たない一般人でありながら、仗助たちと共に最終決戦で吉良を追いつめた。
前述の確信を得たことから吉良に一度殺害されるが、バイツァ・ダストが時間を巻き戻したことで生きていることになる。吉良に恐怖しつつも、母を守るために意志の強さと度胸を見せるようになっていく。バイツァ・ダストを解除すべく策に賭けたり、仗助と吉良の最終決戦でも、捨て身で爆弾に変えられた億泰に触って第一の爆弾を解除するなど、共闘した仗助を驚愕させるほどの行動力を示し、吉良撃破に貢献する。
父とは決して仲が良いわけではなかったが、吉良（浩作）の死亡後は夫を待つ母の姿に心を打たれ、自分も父を一緒に待ち続けると涙した。

### 杜王町のスタンド使い
片桐 安十郎（かたぎり あんじゅうろう） / アンジェロ
声 - 浜田賢二
演 - 山田孝之
仗助の最初の敵で、1964年杜王町生まれの脱獄囚。きわめて残虐かつ下劣な性格と、IQ160の高い知能を持ち合わせ、「日本犯罪史上最低の犯罪者」と言われた連続殺人犯。12歳の時に強姦と強盗を犯し、投獄。それからも罪を犯し続け、青春の大半を獄中で過ごしてきた。1994年3月に少年3人を強姦殺人して死刑判決を受けていたが、虹村形兆に「矢」で射抜かれてスタンド使いとなり、スタンド能力で絞首刑を生き延びて脱獄した。バイセクシャルであるらしく、アニメでは男性女性どちらも強姦の被害に遭う描写がなされた。「いい気になっている奴」を破滅させることが生き甲斐で、一度狙った相手は執念深く付け狙い、いかなる手段を用いてでも命を奪おうと試みる。
脱獄後は杜王町に潜伏し、スタンドを一般市民に取り憑かせて犯罪を楽しんでいたが、仗助に邪魔されて彼を逆恨みする。仗助の母に取り憑こうとして失敗し、スタンドを小瓶の中に閉じ込められてしまうが、そこでかつて自分を逮捕した仗助の祖父・良平を偶然に発見する。仗助が目を離した隙に良平を欺き瓶から脱出するとともに、彼を私怨により殺害。気付くのが遅れた仗助に復讐を宣言し、東方家を去る。
葬式の3日後、雨の日を狙って仗助と承太郎に襲い掛かるが、仗助の機転により再度スタンドを捕らえられ、本体の居場所も暴かれる。「俺を殺したらお前も殺人犯だぜ」と身勝手な理屈で煽りつつ命乞いするも一蹴され、「供養しろ」と岩に埋め込まれる。埋め込まれた直後は上半身がほぼそのままの形で残っていて会話もでき、スタンド能力を得た経緯を白状していた。しかし隙をついて通りすがりの子供を人質にとって悪あがきした上に、仗助の髪型を貶したことで遂に逆鱗に触れる。怒りの追撃を喰らって岩との融合が更に進行した結果、原型をとどめず思考もままならない姿にまで変えられ、僅かに残された意識で未来永劫自分の犯した罪を悔い改め続けることとなった。その後、「アンジェロ岩」と呼ばれる杜王町の観光名所と化す。
通称の由来はアメリカの作曲家「アンジェロ・バダラメンティ」。
アクア・ネックレス（水の首かざり）
【破壊力 - C / スピード - C / 射程距離 - A / 持続力 - A / 精密動作性 - C / 成長性 - E】
水分に混ざり相手の体内に侵入して攻撃するスタンド。水蒸気にも同化できる。簡単なものになら姿を変えることもできる。人型で全身には無数の目がある。人間に取り憑いて操ることもできる。
物質同化タイプのスタンドなので自由に消すことができず、閉じ込められてもガラスを破るパワーもないという弱点がある。
虹村 形兆（にじむら けいちょう）
声 - 志村知幸（小学生時代 - 東内マリ子）
演 - 岡田将生
虹村億泰の兄。18歳。億泰とは対照的に冷静沈着で判断力と行動力に長け、非常に几帳面な性格。非情な面もあり、幼い自分たちに暴力を振るい、金銭目的で悪事に加担していた父や、頭が悪く重要な判断を自分に頼り切っていた弟を軽蔑してはいたが、それでも彼らを肉親として見捨て切れない複雑な感情を抱いている。
父と繋がりのあったDIO・エンヤ婆の遺物を調べ、「弓と矢」を入手し、杜王町でスタンド使いを増やしていた。その目的は、DIOの肉の芽の暴走により死ねない化け物になってしまった父を見るに堪えず、「普通に死なせてやる」ことのできる能力者を探すこと。父に死を与えるためならば手段を選ばない決意を固めており、「弓と矢」の性質上、スタンドの素質のない者を何人も殺害してきた。
億泰が仗助に倒されると姿を現し、スタンドで仗助を攻撃。仗助に敗れた上に自身の戦闘でも足を引っ張り重傷を負った億泰を侮蔑の言葉とともに見捨て、康一を助けるために自宅に侵入した仗助を迎え撃つ。スタンド能力が備える数々の武装に加え、奇襲攻撃や連携による戦術なども駆使して仗助を苦戦させるも、クレイジー・ダイヤモンドが破壊したミサイルを時間差で再生して撃ち返す奇策に敗北。その後、怪物と化した父親を仗助らに見られ、涙を流しながら自分たちの目的を語る。仗助によって家族を想う父の気持ちを知らされ、「父親を殺すのではなく治すスタンド使いを探すのなら協力してもいい」と手を差し伸べられて心を動かしかけるが、直後に現れたレッド・ホット・チリ・ペッパーの急襲から億泰を庇って「弓と矢」もろとも電線に引き込まれ、自宅から離れた電信柱の上に感電死した姿で発見されるという無残な最期を遂げた。億泰は兄の死に「今まで何人も人を殺し続けてきた当然の報い」と一定の割り切りを見せながらも、最後に身代わりとなって自分の命を救ってくれたと信じ、レッド・ホット・チリ・ペッパーを倒して仇を討つ決意を固めていた。その後、彼の遺体は杜王町の西にある霊園に埋葬された。
後に吉良吉影との戦いで重傷を負った億泰の夢の中に現れ、彼自身に進むべき道を決断させ、戦線へ復帰させた。
自分で調べた情報から、承太郎がDIOを殺したことがきっかけで父が変貌したことは知っているが、承太郎に対して言及するシーンはなく、父の病も「DIOに魂を売って悪行を行っていたゆえの自業自得」と割り切っている。
実写映画版では、上記の場面でレッド・ホット・チリ・ペッパーが登場せずにシアーハートアタックが登場するうえ、形兆の死体は爆破されて跡形も残らないという展開に改変されている。
バッド・カンパニー（極悪中隊）
【破壊力 - B / スピード - B / 射程距離 - C / 持続力 - B / 精密動作性 - C / 成長性 - C】
M16自動小銃を装備した 歩兵60名、戦車7台、AH-64 アパッチヘリ4機で構成されている米陸軍を模したミニチュア軍隊のスタンド。他にも地雷や、康一のスタンドを覚醒させるためにけしかけたグリーンベレーがいる。
作中に初めて登場した群体型のスタンドであり、数体倒されたところで本体には影響はほとんどない。軍隊の武器のサイズは小さいが威力は本物である。個体の破壊力も単体では大きくないが、各個体が司令塔である本体の命令で自在に動き、同時攻撃やミサイルでの攻撃力は壁やドアやガラスを破壊したり、仗助や億泰に重傷を負わせるなど高い殺傷力を誇る。本体への攻撃も届く前に迎撃することで防御可能であるが、作中の描写から命令のない対象は迎撃できず、本体が想定しない奇襲の類には咄嗟の対処ができないという弱点がある。
スタンド名の由来はイギリスのバンド「バッド・カンパニー」。作者は「『G.I.ジョー』のフィギュアなどからの発想」と語っている。
テレビアニメの北米版では、"Worse Company"（ワース・カンパニー）と改名されている。
実写映画版では大幅な変更が加えられており、原作では戦車は7両だったのが、実写では50両ほどとなっており、歩兵の数も大幅に増加している他、ライフル以外にもFGM-148 ジャベリンやグレネードランチャーを持った者も存在する。また、ヘリ部隊に関してもアパッチに加えてMH-6 リトルバードとUH-60 ブラックホークが加わっており、機銃による攻撃だけでなく歩兵の移動補助を行っている。
カンパニー（中隊）という名前に反してバタリオン（大隊）規模となっており、原作と違って集中砲火だけでクレイジー・ダイヤモンドを圧倒している。しかし、タイプが自動操縦型となっているのか、「一度命令を与えると完遂するまで修正できない」という設定になっており、クレイジー・ダイヤモンドのミサイル復元によるカウンターに対処できず、敗北する要因となった。
なお、歩兵の迷彩柄を作者が描き下ろしている。
小林 玉美（こばやし たまみ）
声 - 田中一成 / 鶴岡聡
仗助たちの高校のOBで、ゆすり屋。身長153センチメートル（初登場時は長身で6頭身以上あったが、回を追うごとにだんだん身長が縮み、顔もデフォルメ化されていった。テレビアニメでは最初から身長が低く、顔もややデフォルメ気味に描写されている）。乙女座。20歳。口の左に十字型の傷がある。
虹村形兆によりスタンド使いになった。能力を悪用して康一とその家族をゆすって破滅させようとしたが、康一のスタンド「エコーズ」に倒されて改心、以後は一方的に彼の舎弟になる。その後はゆすり屋を辞め、金融業者の取立人となる。
味方にはなったものの、活躍は間田に関する情報を提供したのみで、実戦には一切参加していない。間田編では、偽仗助に攻撃されて入院する。後にスタンド能力を買われて仗助と露伴のチンチロリン勝負に取立人として立ち会ったり、吉良の事件が終結した後は他のスタンド使いたちと共に杉本鈴美が成仏する様子を見届けた。
前述の通り康一のことは「康一どの」と呼び打算抜きで慕っている一方、改心してからも仗助と露伴のチンチロリン勝負に立ち会った際に「仗助の『小指』がブッ飛ぶの見てェな〜っ」と内心思うなど、仗助のことは変わらず気に食わない様子。
テレビアニメ版最終話のエピローグシーンでは蹴飛ばした空き缶からこぼれたジュースが間田の読んでいた漫画本にかかったということで因縁をつけられ、小競り合いをしていた。
後に、数コマだが『岸辺露伴は動かない -六壁坂-』にも登場している。
ザ・ロック（錠前）
【破壊力 - E / スピード - E / 射程距離 - A / 持続力 - A / 精密動作性 - E / 成長性 - E】
他者に取り付く南京錠型のスタンド。本体の周囲で罪悪感を感じた人間から出現し、対象の持つ罪悪感に応じて大きくなり、心身に重圧を与える。複数の相手に同時に取り付けることも可能。精神作用から、相手の自殺を誘発することさえあるという。
罪悪感を持たない相手には効果がなく、錠を取り付けられた場合でもその素である罪悪感が無くなれば解除される。
ゲームなどのルールを、契約した「約束」として守らせるために能力を使うこともでき、仗助と露伴のチンチロリン勝負では取立人として呼び出され、二人の勝負に立ち会った。
間田 敏和（はざまだ としかず）
声 - 松野太紀 / 下和田ヒロキ
仗助たちと同じ高校の3年生。身長165センチメートル。獅子座。虹村形兆によりスタンド使いとなった。かなり卑屈で陰険な性格。テニス部でマンガ好き。同級生の順子に片思いしており、露伴の話では順子を強姦したい願望を持っている。些細な喧嘩で友人の眼をスタンド能力で抉りとるなど残忍で冷酷でもある。
承太郎を町から追い出そうと画策し、最終的には殺害しようとするが、仗助に出し抜かれ、敗北して入院する。仗助たちに「スタンド使いは無意識のうちにひかれ合う」という物語の重要なキーワードを話した。
最初は頭身が高く、男らしい顔つきで描写されていたが、やがて顔もデフォルメされ、身長も康一と同じ程度にまで縮んで描写されている。康一のことを気に入り、同じ漫画好きという共通点で一方的に友人として接している。
岸辺露伴の大ファン。ヘブンズドアーで本にされても、露伴に読まれるなら本望と思っていたが、康一は露伴から高評価だったのに対し、敏和は「最低」「読者が喜ぶハズがない」と酷評され、嘆く。
吉良の事件が終結した後は他のスタンド使いたちと共に杉本鈴美が成仏する様子を見届けた。
テレビアニメ版最終話のエピローグシーンでは玉美が蹴飛ばした空き缶からこぼれたジュースが自身の読んでいた漫画本にかかったと因縁をつけ、小競り合いをしていた。
サーフィス（うわっ面）
【破壊力 - B / スピード - B / 射程距離 - C（数十メートル） / 持続力 - B / 精密動作性 - C / 成長性 - C】
等身大の木製デッサン人形をベースに、触れた人間の姿、仕草、指紋、声紋からすべてコピーするスタンド。自律型スタンドで性格までコピーされるため、大雑把な命令には従うが本体の間田に忠実というわけではない。コピーした本体との見分け方は、サーフィスの方の額についている＋型のネジ。実体化しており、普通の人にも見える。コピーされた相手はサーフィスと向き合うと、鏡に映ったように同じ動作しか取れなくなる。また向き合うと言ってもお互いを認識する必要はなく、サーフィスがコピー元の姿を視認していればいい。また動作させる部位はある程度サーフィスが指定可能であり、サーフィスの支配下にあっても一寸も違わぬような動作をするわけではない。外見が変わっても木製なのは変わらないため衝撃により破損することがあり、パーツが千切れるとその部分の変身は強制解除される。あくまでデッサン人形に憑依するタイプのスタンドで、人形にダメージを与えても本体である間田にダメージは反映されない。また、クレイジー・ダイヤモンドほどではないが、パワーもスピードも共に高い。
スタンド名の由来はアメリカのバンド「サーフェス」。作者は「漫画『パーマン』のコピーロボットのイメージかもしれない」と語っており、作中でサーフィス自身も自分の能力に関してそのことに言及している。
テレビアニメの北米版では、"Show Off"（ショウ・オフ）と改名されている。
山岸 由花子（やまぎし ゆかこ）
声 - 赤﨑千夏 / 能登麻美子
演 - 小松菜奈
康一を異常に愛する容姿端麗な女性。高校1年生。身長167センチメートル。射手座。腰まである長い髪が特徴。高校では億泰と同じクラス。虹村形兆によりスタンド使いとなった。
普段はクールで素っ気無い態度だが、非常に身勝手でキレやすく、思い込みの激しい性格。
康一に一目ぼれし、喫茶店に呼び出して告白する。その愛情が一途過ぎるためストーカー紛いのアプローチを開始し、康一に関わる女生徒を殺そうとするなど、行動はエスカレートしていく。康一を自分好みに教育しようと別荘に軟禁するが、求愛を拒否されたことに逆上して暴走する。結果として康一とエコーズが成長するきっかけとなり、頭髪が真っ白になるほどのダメージを受けたことで「自分の美貌を傷つけた」と激昂し、エコーズ諸共引き裂いて殺害しようとしたが、直後に崖が崩れてしまい転落しかけるもとっさに康一が仕掛けていたエコーズの能力で命拾いをした。敵でさえ気にかける彼の優しさに触れ、完敗してもなお康一を愛し続ける。辻彩の介入の後、やがて両想いとなった。
料理の腕は抜群で、康一は監禁されている間も由花子の作る料理だけは本心から喜んで食べていた。
テレビアニメ版では、第7話の間田戦の中盤で仗助と康一が間田を追跡する場面でワンシーンであるが先行登場している。
『アイズオブヘブン』では康一に危害を加える者に容赦ない一面が強調されており、第5部の主人公ジョルノ・ジョバァーナには、康一のカバンを盗んだと聞いて彼に因縁をつけていた。
ラブ・デラックス
【破壊力 - B / スピード - B / 射程距離 - C / 持続力 - A / 精密動作性 - E / 成長性 - B】
髪の毛を自在に伸ばして動かすスタンド。縛りつけたり締め上げたりする単純な攻撃から、標的の頭皮に「ラブ・デラックス」の一部を植え込むことにより、頭皮から強引に引き回して歩行を阻害したり、その応用で行動範囲に制限を加えるなど幅広く応用が利く。また、頭髪は巨大な別荘を覆い尽くすほどに伸ばせる。
『アイズオブヘブン』では、エコーズAct.3の能力で重くされた相手を持ち上げるなどしている。
スタンド名の由来はイギリスのバンドシャーデーのアルバム「ラヴ・デラックス」。
『アイズオブヘブン』およびテレビアニメの北米版では、"Love Extra"（ラブ・エクストラ）と改名されている。
トニオ・トラサルディー
声 - 松原大典 / 川島得愛
杜王町でイタリア料理店「トラサルディー」を営むイタリア人の男性（ナポリ生まれ）。「自分の作った料理でお客様に快適になってもらうこと」を望み、それに情熱のすべてをかける。年は若いが、料理人としての腕前は億泰の舌を唸らせ、「天使のような料理人」とまで言わせるほど。
自分の理想とする料理を求めて世界中を旅していた当時、スタンド能力に気づいたと語っている。故郷ではまだ若いという理由で自分の店を出すことを認められず、日本でなら実力さえあれば年齢に関係なくチャンスが得られると考えて来日し、新鮮で美味しい食材が手に入るという理由から杜王町に出店した。
店の仕事はすべて単独でやっており、料理を運ぶウェイターの仕事もこなさなければならないため、テーブルの数はわずか2つという小さな店である。しかしながら、料理の才能は超一流であるのはもちろん、手のひらを見ただけで相手の体調を完璧に見抜くという特殊能力を持っており、それぞれの客の体調に合わせた健康に良い料理を出すことをポリシーとしている。そのため、店に決まった形のメニューはない。料理はどれも基本的にはイタリアの伝統的な家庭料理をベースとしている。
基本的には善人だが、店の衛生管理には非常に気を使っており、手を洗わないまま厨房に踏み入った者に激怒し、包丁を投げ付けるという神経質な一面を持つ。
料理を食べる度に億泰が常軌を逸して健康的になるリアクションをとったことから、敵スタンド使いとの連戦で疑心暗鬼気味になっていた仗助から敵ではないかと誤解されたが、結局は誤解が解けて戦わずに終わり、逆に厨房に勝手に入った仗助を罰として掃除係としてこき使った。
2013年に発表された『岸辺露伴は動かない 〜エピソード6:密漁海岸〜』にも登場するが、来日した理由や杜王町に出店した理由が本編とは異なり、重病の恋人の治療に必要な食材が杜王町にあり、それを手に入れるために来日し、入手の機会を得るために杜王町に出店したことになっている。
2011年に刊行された小説版『恥知らずのパープルヘイズ』では、主要登場人物のひとりであるマッシモ・ヴォルペの実兄という設定となっている。本名はアントニーオ・ヴォルペ。イタリアの没落した貴族ヴォルぺ家の後継者であったが、金持ちに媚びながらも陰では罵倒するような父親に失望し、自分の夢であった料理人を目指そうとするも、それを認めない父親から勘当され、家を出た後母方の姓であるトラサルディーを名乗ったとされている。
2007年に刊行された小説版『The Book』では本人は登場しないが、「トラサルディー」の料理を食べると病気が治るらしいと評判になっており、作中の登場人物がこの店で料理を食べ体調を回復したことが語られている。
テレビアニメの北米版では、"Tonio Trendy"（トニオ・トレンディー）と改名されている。
パール・ジャム
【破壊力 - E / スピード - C / 射程距離 - B / 持続力 - A / 精密動作性 - E / 成長性 - C】
料理に混入し、食べた者の身体の不調を治すスタンド。顔と腕のあるプチトマトのような姿をしており、複数いる。治し方は症状にもよるが、目から涙が滝のように流れて睡眠不足が解消されたり、虫歯が凄まじい勢いで抜けた後に新しい歯が猛スピードで生えてきたりするなど、常軌を逸したリアクションが起こる。ただし、治せる不調には限度があり、一定以上の重病には効果を発揮しない。本体が善人ということもあって、基本的に無害なスタンドである（スタンドの特徴上、能力が治療・健康促進面に特化しており、戦闘には向いていない）。
なお、客に対しては治る理由を「食材に含まれる栄養素の効能」と説明しており、身体に不調の無い者が同じ料理を食べてもリアクションは起きない。治癒能力は基礎となる食材に大きく左右され、トニオの調理技術と食材と相俟ってはじめてその力が発揮される。
テレビドラマ版ではトニオはスタンド使いではなく、料理を食べた者の体の不調が治るのは、猛毒の食材を組み合わせ調理することで毒が薬に転じ、体を活性化させ治癒するからとされている。そのため、パール・ジャムは登場しない。
スタンド名の由来はアメリカのバンド「パール・ジャム」。
『オールスターバトル』以降の北米版では"Opal Jam"（オパール・ジャム）、テレビアニメの北米版では"Pole Jam"（ポール・ジャム）と改名されている。
音石 明（おといし あきら）
声 - 森久保祥太郎 / 森久保祥太郎
ギターを愛するロッカー。19歳。ライトハンド奏法ができる。自信家でお調子者のように見えるが、仗助や承太郎らと渡り合うために力を蓄えてから彼らの前に姿を現したり、相手の実力を見極めて反省すると即座にその戦いに適応するなど、戦いの駆け引きに関しては優れた能力を持つ。
虹村形兆によりスタンド使いとなる。強力に成長したスタンドで形兆を殺して「弓と矢」を奪い、以降はスタンドによる窃盗などを繰り返しながら力を蓄えていた。形兆を口封じしたため、億泰と仗助は正体を探していた。その後、仗助らの前に姿を現し、探知能力持ちのジョセフの存在を知って彼を殺そうとしたところ、億泰と仗助に阻まれる。億泰には勝利し、仗助をも圧倒するが、スタンドを海に落とされて電気が散り敗北する。力尽きたと思いきや、仗助たちの目を盗んでジョセフの乗った船まで泳いで乗り込み、船員に扮してジョセフに近づき殺そうとした間際、腹を括った億泰に殴り倒され、今度こそ敗北した。弓と矢は承太郎とSPW財団に回収される。
スタンドを悪用した5億円相当の窃盗罪で逮捕され、懲役3年の刑に科せられる。形兆殺しはスタンドで物証がないため殺人罪で立件できなかったが、承太郎と億泰には「今度スタンドで悪事をしたら、確実に息の根をとめてやる」と念押しされた。その後、盗んだ矢で2匹のネズミを射たことを自白し、仗助と承太郎が駆除に赴く事態となった。
後に、数コマだが『岸辺露伴は動かない -六壁坂-』にも登場している。
『オールスターバトル』では、康一に仲良くしようと歩み寄ったり露伴にかなり真剣にサインを求めるなど、作中でほぼ描かれなかった一面を見せた。
レッド・ホット・チリ・ペッパー
【破壊力 - A / スピード - A / 射程距離 - A / 持続力 - A / 精密動作性 - C / 成長性 - A】
電気を操り、電気と同化するスタンド。像は人型の堅頭竜恐竜。電気があるところならどこにでも移動可能であり、普段はコンセントや電線の中を移動する。他の物体を電気と同化させて電線の中に引っ張り込むこともでき、音石はこれを利用して窃盗を繰り返していた。
遠隔操作型のスタンドだが、電気を吸収すればするほど強くなる特性を持つため、電気さえあれば遠距離でも近距離パワー型に匹敵するパワーと精密動作性を誇る。特にスピードは、電気と同化しているために光速に近い。
非常に強力なスタンドであるが、電気と同化しエネルギー源とするがゆえの弱点も多く、スタンドが顕現している状態では常に電気を消費し続けているため、長く活動するにはそれだけ大量の電気が必要となる。電気が失われるとパワーダウンにとどまらずスタンド自体が消滅（＝本体の死）してしまう危険性もあるうえ、同化タイプのスタンドなので自由に消すこともできないため、周囲に電線などが存在しない場所での戦闘は回復も逃走もできず、かなりのリスクを負うことになる。また、電気抵抗の影響も直に受けるため、ゴムなどの絶縁体内では電気の補給も通過もできず、逆に導体である海に転落すれば短時間で拡散してしまう。
舞台となった杜王町では、町一帯の電力を全て吸い上げることでクレイジー・ダイヤモンドを遥かに超えるスピードとパワーを発揮できるが、それを行なうとしばらく町が停電に陥りバッテリーなどの弱い電力でしか活動できなくなるため、最後の切り札としていた。
スタンド名の由来はアメリカのバンド「レッド・ホット・チリ・ペッパーズ」。デザインは漫画『恐竜大紀行』の頭突きの強い恐竜（パキケファロサウルス）と漫画『ドラゴンボール』のフリーザの影響を受けている。
『オールスターバトル』以降およびテレビアニメの北米版では、前半部分が省略され"Chili Pepper"（チリ・ペッパー）と改名されている。
静・ジョースター（しずか・ジョースター） / 透明の赤ちゃん
声 - 川田妙子
杜王町で迷子になっていた所をジョセフに保護された身元不明の赤ん坊。女性。
当初はストレスから生じた無意識のスタンドの暴走であらゆる物を透明にして騒ぎを起こしたが、結果的に静の存在が仗助とジョセフのわだかまりを解消するきっかけとなった。
その後、ジョセフにだけは心を開き、彼のそばにいる間は能力を発動しなくなったが、ジョセフから離れたりカメラのフラッシュなどでショックを受けると、すぐに周囲を透明にしてしまう。
常にサングラスをかけているため、はっきりとした素顔は描写されていない。また、最後まで両親と素性は分からず、ジョセフの養女となる。静・ジョースターはファンブックで初めて明らかとなった名前であり、出生名は不明。テレビアニメ版では透明の赤ちゃんとクレジットされ、最終話でのみ静・ジョースターとクレジットされた。
アクトン・ベイビー
【破壊力 - E / スピード - E / 射程距離 - なし / 持続力 - A / 精密動作性 - E / 成長性 - A】
物体や生物を透明化させるスタンド。他のスタンドを透明化させることはできない。当初は本体自身を透明化しているだけであったが、ストレスによりスタンド能力が強く発現するようになると、本体を中心として球状に一定距離内のものを無差別に透明化するようになる。
一度範囲内に入って透明になったものは、範囲を出ても能力が解除されない限り透明のままである。見えなくなるだけで特に害はなく、手で触れたり臭いを嗅ぐことはできる。
スタンド名の由来はU2のアルバム「アクトン・ベイビー」。
ネズミ（虫喰い、虫喰いでない）
声 - なし
杜王町に生息する2匹のドブネズミ。音石明に「矢」で射抜かれ、スタンド使いとなる。承太郎を襲った個体は耳たぶが虫喰い状にちぎれているため、承太郎が「虫喰い」という通称を名付けた。
普通のネズミを凌駕する高度な知能をスタンド能力と合わせ、同種のネズミや人間を襲っていた。音石の自白からその存在を知った承太郎と仗助が狩りに乗り出す。身体能力自体は普通のネズミと同様であり、高速で放たれたパチンコ玉や銃弾が直撃すれば一溜まりもなく、「虫喰いでない」は仗助の放ったパチンコ玉で仕留められたが、さらに奸智に長けた「虫喰い」は仗助と承太郎を苦戦させる。仗助と承太郎の仕掛けた罠を逆に利用したり、バックトラックを用いたりして彼らを手玉にとり承太郎を戦闘不能にするが、仗助の放った1発目の銃弾が外れたことに油断し、反撃に転じようと岩陰から出てきたところを2発目の銃弾で仕留められた。
ラット
【破壊力 - B / スピード - C / 射程距離 - D / 持続力 - B / 精密動作性 - E / 成長性 - C】
有機物や無機物、さらにはスタンドさえ溶かしてしまう毒針を発射する、背中に乗せた砲台型のスタンド。通常は一つ眼の怪物のような形態で、眼の部分がスコープになっている。詳細は不明だが、溶かしたものを煮こごりのように固めることもできる模様。毒針自体の威力はさほどではなく、金属製のフライパンや岩など、ある程度硬いものは溶かしつつも跳ね返された。また、スタープラチナのようなスピードと精密性に優れるスタンドならば容易に針を掴んで止めることができるが、針に触っただけで毒が回ってしまうため、実質的には避けるしかない。針は通常時は単発発射だが、3発までなら連続発射できる。
この毒で溶かされた生物はすぐ死ぬわけではなく、原形を止めないほどに溶かされて形を変えられていても、頭などの重要な部分が原形を保っていれば生きていることが多い。そのため、息さえあればクレイジー・ダイヤモンドで元の溶かされる前の姿に戻せる。
耳が虫食いの個体とそうでない個体でネズミが2匹存在するが、2匹でスタンドを共有しているわけではなく、2匹が同じ外見・同じ能力のスタンドをそれぞれ持っているという珍しいパターン。
スタンド名の由来はアメリカのバンド「ラット」。
矢安宮 重清（やんぐう しげきよ）
声 - 山口勝平 / 山口勝平
ぶどうヶ丘中学校に通う中学2年生。あだ名は「重ちー」。体重110キログラム。実年齢より精神年齢は幼く、口癖は「〜だど」「ししっ」「理解不能」。頭に無数のトゲが生えたような髪型。家で飼っている亀の名は「ゴン太」。自らのスタンドを使い、町中に落ちている小銭を集めている。
欲深な守銭奴だが、仗助いわく「どこかほっとけない」人物。心の底では杜王町と両親を一心に想い愛している。「サンジェルマン」のテリヤキチキンサンドが好物。当初は仗助と億泰から「小遣い稼ぎ」に利用され、3人で手に入れた宝くじの賞金を独占しようとして一悶着起こしたが、結局は自分だけでは宝くじを手に入れられなかったことを悟って改心し、その賞金は平等に三等分した。その後は仗助と億泰と友人になる。
吉良吉影と遭遇した際に「手首」を見てしまう。秘密を知られた吉良と交戦するが、キラー・クイーンに敗れ、爆殺される。死の間際に吉良の服のボタンを手に入れ、スタンドに運ばせることで仗助たちに手がかりを残した。彼の魂は昇天しながら崩れ去り、その際の叫びは仗助や億泰をはじめとするスタンド使いたちにも届き、彼らを鈴美の元に集結させ、町に長年潜む連続殺人鬼（吉良吉影）の危険性を知ることになった。死の当日も重ちーと親しくしていた仗助や億泰の受けた衝撃は大きく、率先して吉良を探し出すきっかけを作った。爆破によって遺体すら残らず、社会的には行方不明者となっている。
苗字の「矢安宮」はカナダの歌手ニール・ヤングに由来する。仗助と並び、作者の一番のお気に入りキャラクターであり、『ジョジョ』シリーズ通して一番好きなキャラクターと評している。また、物語を盛り上げるためとはいえ死なせたことに苦悩し、何度も復活させたいと思っていたと語っている。
ハーヴェスト（収穫）
【破壊力 - E / スピード - B / 射程距離 - A / 持続力 - A / 精密動作性 - E / 成長性 - C】
自称500体からなる、4本の腕を持つ小さな群体型スタンド。物を集めることを得意とする。破壊力自体は低いものの、相手の皮膚を「集める」能力で削り取ることは可能であるうえ、眼球や頸動脈といった急所をピンポイントで狙えるため、高い殺傷力を発揮する。眉間から注射針のような器官を出し、酒など集めた液体を相手の身体に直接注入できる。バケツリレーのように重ちー自身を運ばせることで素早い移動も可能であるうえ、悪路走破能力も高く、ビルを垂直に登ることもできる。遠隔操作が可能で、射程距離については「迷子になるから杜王町の外には出ないようにしている」とのこと。
非常に数が多い群体型スタンドであるため、スタンドを攻撃しても数匹潰した程度では本体へのダメージにならず、1体がかなり小さいのでそもそも攻撃することが困難。それでいて急所を狙えば人間に致命傷を与えられる程度の攻撃力を持ち、酒類などを利用すれば致命傷を与えるまでも無く戦闘能力を奪うこともできる。精密動作性は「E」と評価されているが、先述の酒を血管に注射する際、目の前の相手に気づかれないよう1匹を死角から回り込ませていることから、少なくても目に見える範囲であれば1体ずつにバラバラの命令を与えられる模様。このスタンドの特性と「集める」能力を駆使したトリッキーな戦闘スタイルは、仗助と億泰の2人がかりでも奇策で降参させるのがやっとなほど強力で、仗助からは「ハーヴェストに勝てるやつがいるとは考えられない」と高評されている。作者自身も西尾維新との対談において、重ちー（ハーヴェスト）は最強ではないかという西尾の質問に対し、肯定している。
スタンド名の由来はニール・ヤングのアルバム「ハーヴェスト」。
辻 彩（つじ あや）
声 - 水橋かおり / 大原さやか
杜王町でエステ「シンデレラ」を営むエステティシャン。世界各国のエステティシャンコンクールで優勝した実力派で「魔法使い」を自称する。「フ〜」とため息をつきながら喋る口調が特徴。幼い頃から童話『シンデレラ』に登場する魔法使いに憧れ、エステティシャンとなった。
「愛と出遭うためのメイク」と称し、スタンド能力でエステを行っていた。康一を振り向かせたい由花子の願いを聞き入れ協力するが、顔を維持するための条件を守らなかったために顔が崩れて逆恨みしてきた彼女に「無数の顔の中から自分の顔を見つけ出す」という選択を迫る。実はその中に正解はなかったが、康一の自身の犠牲を一切厭わない優しさを目の当たりにして心を打たれ、由花子の顔を元に戻した。
その後、逃走中だった吉良吉影に、川尻浩作の顔と右手の指紋を無理矢理移植させられた後、口封じに殺される。駆け付けた仗助たちに吉良の新しい顔を伝えようとするも、間に合わず爆殺された。遺体も残らなかったため社会的には行方不明者となる。
テレビアニメでは原作の掲載順とアニメでの放送順が異なる関係上、鈴美の元にスタンド使いが集結する場面にも登場しており、その時点では自分の店に来るとは思っていない旨の発言をする描写が挿れられた。
シンデレラ
【破壊力 - D / スピード - C / 射程距離 - C / 持続力 - C / 精密動作性 - A / 成長性 - C】
ロボットのような人型のスタンド。身体の部分をモンタージュのようにイメージ変換し、人相や運勢を固定する。30分以上固定し続けるためには、スタンドの口紅を30分ごとに塗らなければならず、それを怠ると固定された部分がドロドロに崩れてしまう。ただし、由花子に最終的に固定したメイクはその後はそのまま保たれており、川尻になりすました吉良も彩の死亡後にその身体が崩れることはなかった。
スタンド名の由来はアメリカのヘヴィメタルバンド「シンデレラ」。
吉良 吉廣（きら よしひろ） / 写真のおやじ
声 - 島田敏 / 千葉繁
吉良吉影の父。息子を溺愛し、異常な性癖を理解している唯一の人物。
かつて、エジプトでエンヤ婆から素養のある人間をスタンド使いに覚醒させる「弓と矢」を譲り受け、その時点でスタンド能力を手にした。吉影が21歳の時に癌により死亡するが、幽霊となってからもスタンド能力で現世に残り息子を護り続けている。写真の中から、着ている寝間着から綻びさせた毛糸を巧みに操り、物体を取ったり移動したりできる。吉影に対しては慈愛に満ちた態度で接する一方、吉影に害を成す相手に対しては一転して攻撃的な本性をさらけ出し、徹底的に排除しようとする。
吉良家を調査に来た仗助たちにスタンド能力を用いて襲いかかるが、スタンド能力の弱点を見抜いた承太郎に無力化され、一度は捕われる。だが話術と奇策で億泰と康一を出し抜き「矢」を奪って逃走する。
その後は「矢」を用いて、吉影を支援して仗助たちを倒すためのスタンド使い（大柳賢、支倉未起隆、噴上裕也、猫草、宮本輝之輔、乙雅三）を作り、また鋼田一豊大を唆して味方につける。仗助と吉影の最終決戦では、早人のポケットに隠れて携帯電話で吉影を援護していたが、それを仗助に気づかれて空気弾を誘導され、吉影の誤爆で写真ごと完全に消滅した。
アトム・ハート・ファーザー
【破壊力 - E / スピード - E / 射程距離 - なし / 持続力 - A / 精密動作性 - E / 成長性 - E】
自身が写っている写真の中に空間を隔離するスタンド。写真の中で起きたことは隔離された空間の中にも作用する。写真と同じ空間にいる人間はその枠内から出られず、枠の外からの干渉もできない（干渉しようとすると、枠の外から中をすり抜けて反対側へ移動する）。
「写真の中」へは一切干渉できず、写真自体に攻撃してもそのダメージは写っている人間にそのまま返ってくるため、「写真の中」からの攻撃を防ぐ手段はない。ただし、影響を及ぼせる写真は本体が最後に写った1枚のみなので、新たに写真を撮り直せばリセットされる。半ば「写真の中」と一体化しており、このスタンドの影響下にある写真を吉廣ごと撮影すれば、その空間がくり抜かれたようになる。この能力で仗助と承太郎を殺そうとするが、承太郎に能力の弱点を見抜かれ無力化された。
吉廣のセリフによると生前は写真に入り込む能力だったらしく、幽霊となった現在も感光された後の写真の中に自身や物体を出し入れできる。
スタンド名の由来はピンク・フロイドのアルバム『アトム・ハート・マザー』（邦題『原子心母』）。
『オールスターバトル』以降およびテレビアニメの北米版では、前半部分が省略され"Heart Father"（ハート・ファーザー）と改名されている。
大柳 賢（おおやなぎ けん） / ジャンケン小僧
声 - 日野未歩 / 坂本千夏
演 - 柊木陽太（『岸辺露伴は動かない』）
岸辺露伴が町で吉良吉影の捜査を行っている際、唐突にジャンケン勝負をけしかけてきた捉え所のない不思議な少年。年齢11歳の小学6年生。
吉良吉廣によりスタンド使いとなる。左頬には「矢」が刺さった際に生じた穴が開いたままになっている。ジャンケンの勝敗は単なる運ではなく、「心の強さ」で決するものだという持論を持つ。自覚なくスタンドを身につけ、運命で露伴に引かれ戦いとなる。
20歳という若さで漫画家として認められている露伴に目をつけ、彼を心の強さで打ち負かして乗り越え、露伴を超える尊敬される人物になるため、ジャンケン勝負を挑む。スタンド能力でヘブンズ・ドアーの2/3を奪うところまで追い詰めるが、静・ジョースターを利用した露伴の策によりヘブンズ・ドアーを奪い返されたうえ、強運を自力で手繰り寄せた露伴に敗北する。その後、露伴に悪事を働くことがないようヘブンズ・ドアーで「再起不能」にしようと詰め寄られるが、「自身の精神が他人の命令に左右されるくらいなら」と道路に飛び出して自決を図ったところ、その矜持に感銘を受けた露伴が自らの強運のみで彼の命を救ってみせたため完全敗北を認める。露伴も潔く敗北を受け入れた賢を「短期間でスゴい奴になった」と認めて「再起可能」のまま見逃した。
ボーイ・II・マン
【破壊力 - C / スピード - B / 射程距離 - C / 持続力 - A / 精密動作性 - C / 成長性 - C】
5回勝負の「ジャンケン」を行い、勝った相手のスタンド能力を本体の頬の穴から1/3ずつ吸収するスタンド（自身は2敗までは影響なし）。奪われた相手は、その部位の自由が利かなくなる。その能力の特性から「スタンドは一人一体」の原則の例外であり、一人で複数のスタンドを行使できるようである。フードを被った鋼鉄のロボットのような容姿をしている。吸収したスタンドは、ジャンケン勝負の途中でも吸収した分だけスタンド能力を使える。奪われた相手は、その時点からスタンド能力を奪われた分だけ使えなくなる。また、該当する部分の身体を本体の意のままに操ることもできる。負ければスタンドは逆に奪い返され、相手が3勝すれば吸収した分に関係なくすべて奪い返される。
吉廣はジャンケン勝負という能力の性質上、露伴の「相手の心を覗き見られる」ヘブンズ・ドアーさえ手に入れてしまえば、無敵のスタンドになれると踏んでいた。
スタンド名の由来はアメリカのコーラス・グループ「ボーイズIIメン」。デザインのイメージは横山光輝の漫画に登場するロボット。
『オールスターバトル』以降の北米版では"BoyManMan"（ボーイマンマン）、テレビアニメの北米版では"Boys Man Man"（ボーイズ・マン・マン）と改名されている。
支倉 未起隆（はぜくら みきたか） / ヌ・ミキタカゾ・ンシ
声 - 加瀬康之
仗助の高校に転校してきた、「マゼラン星雲からやって来た『宇宙人』で、本名はヌ・ミキタカゾ・ンシ、年齢は216歳、職業は宇宙船のパイロット」と自称する青年。
吉良吉廣によりスタンド使いになった、と目されるが描写が不可解で怪しい。吉廣の矢に射抜かれずには済んだものの命中した首の右側に軽傷を負い、意識を失いミステリーサークルの中心で倒れていた。目覚めた際に仗助と億泰に出会う。
掴み所の無い性格で一般常識に乏しい。ポケットティッシュを丸飲みするなど常軌を逸した行動に出ることもあったが、仗助からは悪人でないと判断された。登場当初はスタンドが見えていない描写があったが、後の相関図（44巻）には「スタンドは見えるらしい」との記述がある。サイレンの音に対してアレルギーがあると言い、耳にするとジンマシンが出たり、悲鳴を上げたり、嘔吐したりしていた。
苦手とするサイレンの音から逃げるために仗助のスニーカーに変身して逃げる手助けをしてもらい、その恩を仗助に返そうとする。仗助は未起隆をサイコロに変身させ、イカサマ博打で露伴から金を巻き上げようと画策した。その後の鋼田一との戦闘の際には変身能力を駆使して仗助と共に戦い、億泰からもその覚悟を認められた。
母親なる人物が登場し「息子が『自分は宇宙人だ』と言って転校する先々の学校を混乱させて困る」と言うが、当の未起隆は彼女のことを「母親役を演じさせるために洗脳している」と語っていた。結局、未起隆が宇宙人なのか、そう思い込んでいるスタンド使いなのかは不明のままとなっている。作者は「本当はどっちなんだろうな、というのが面白い」ということで、自分では決めていないと語っている。
アース・ウインド・アンド・ファイヤー
【破壊力 - C / スピード - C / 射程距離 - なし / 持続力 - A / 精密動作性 - C / 成長性 - C】
本体をバラけさせ、何にでも変身できる能力。小さな物や軽いものなら何でも変身でき、複数に分裂することもできるが、自分以上に力のあるものや複雑な機械には変身できないうえ、人の顔真似などもできない。姿を変えた自分を対象に装着させることで自分＋対象の結果を出せる。本体の一部を分離して変身させることも可能。未起隆自身はスタンド能力ではなく、宇宙人としての特殊能力だと語り、後のスタンド図鑑で便宜上スタンドに分類されているというタイプ。
後のPart6にて同名のスタンド能力が登場したが、そちらは単行本収録時に名称が「プラネット・ウェイブス」に変更されている。
能力名は劇中には登場せず、画集『JOJO A-GO!GO!』でつけられた。能力名の由来はアメリカのバンド「アース・ウィンド・アンド・ファイアー」。
『オールスターバトル』以降およびテレビアニメの北米版では、"Terra Ventus"（テラ・ヴェントゥス）と改名されている。
噴上 裕也（ふんがみ ゆうや）
声 - 神原大地 / 谷山紀章
暴走族の高校生。取り巻きにアケミ、ヨシエ、レイコというヤンキー女3人をはべらせている。自慢は「控えめに言ってもミケランジェロの彫刻のように美しい」と自称する容姿と、猟犬以上に利く鼻。
自惚れの強いナルシストで調子が良い一方、危険に対しては保身を考える小心な性格だが、自分が大切にしている人間を見捨てるといった美意識に反することを「カッコ悪いこと」として嫌い、そのために命を懸ける心意気は持ち合わせており、後述のエニグマ戦のように誇り高い行動として現れることもある。
バイク事故で重傷を負った際に吉良吉廣の「矢」で貫かれてスタンド能力を発現、スタンド使いとなる。病院に運ばれた後、数日間は意識不明の重態だったが、回復を求める肉体が無意識下にスタンドを発動させ、スタンド使いの強い生命力を奪おうと活動を開始。事故を起こした二つ杜トンネルに罠を張り、通りがかったスタンド使いを取り込もうと待ち構えていた。
岸辺露伴を罠に取り込み、彼を追って現れた仗助と追跡戦を繰り広げた末に辿り着かれた病室では、仗助の養分を吸い取って追い詰めるが、自分の治療用の点滴で仗助が体力を回復したことにより、形勢は逆転する。ケガ人であることを盾に命乞いするも、仗助のスタンドでケガを治されたうえでラッシュ攻撃を叩き込まれ敗北した。
そのまま入院継続していたが、後のエニグマ戦にて、仗助によって再び負傷を治され共闘する。当初は自身に危険が及ぶことを恐れて調査のみで深入りするつもりはなかったが、康一や仗助の母親を人質にする輝之輔の卑劣さや、罠と分かっていながらそれらを助けようとする仗助の姿を目の当たりにし「紙にされたのが取り巻きの誰かだったなら自分もそうしていた」「てめー（宮本輝之輔）や吉良吉影をこの町で生かしておくのはカッコ悪いことだ」と、男気を見せて戦いにも加わった。最終的に敗北して紙にされてしまったものの、それを承知で利用した捨て身の奇策で仗助と康一を救出して勝利に貢献し、仗助からも「ちょっぴりカッコイイんじゃねーか」と称賛された。
「弓と矢」にまつわる一連の事件の解決後、杉本鈴美が天国へと旅立つ際には見送りに顔を出した。
テレビアニメ版最終話のエピローグシーンでは取り巻きの女3人を連れて「トラサルディー」に料理を食べに来ており、「ますます美しさに磨きがかかった」と悦に入っていた。
ハイウェイ・スター
【破壊力 - C / スピード - B / 射程距離 - A / 持続力 - A / 精密動作性 - E / 成長性 - C】
人間の体内に侵入して養分を吸い取る遠隔操作型のスタンド。二つ杜トンネルの中に部屋を作り出し、対象人物が興味をそそる幻覚を見せておびき寄せ、好奇心でその部屋に入り込んだ者の匂いを記憶し、標的をどこまでも追跡する。網目状の模様が付いた人型の姿から、スライス状に分離して複数の足跡のような姿に変化できる。強化された嗅覚や吸収した栄養など、ダメージ以外も本体にフィードバックする特性を持つ。
視覚や聴覚は本体と共有でき、遠隔自動操縦も可能。追跡スピードの最高は時速60km。追跡相手に振り切られた場合には、スタンドを一度解除して予測した大よその位置に再出現させ、相手の匂いを頼りに再度追跡を開始することもできる。
スタンド名の由来はディープ・パープルの楽曲「ハイウェイ・スター」。
『オールスターバトル』以降およびテレビアニメの北米版では、"Highway Go Go"（ハイウェイ・ゴー・ゴー）と改名されている。
ストレイ・キャット / 猫草（ねこぐさ） / 元「タマ」
声 - なし
元はブリティッシュ・ブルー種のネコで、その頃の名前は「タマ」。吉廣の「矢」に貫かれた後、川尻しのぶが誤って倒した棚の下敷きにされて死んだと判断され、川尻家の庭に埋葬されてしまう。だが、実際には仮死状態のまま生きていたため、スタンドの影響で埋葬場所からネコとも草ともつかない未知の生物として生まれ変わる。
一応は植物なので歩けず、日の当たらないところではほとんど活動しない。自我はネコのままなので、性格は気まぐれ。「本能と欲望のままに生きる」がモットー。
吉廣が吉影を支援するために作った6人のスタンド使いの一人だが、仗助たちよりも先に吉影の方と遭遇する。殺されかけた時の恨みからしのぶを攻撃し、その様子を見た吉良が危険と判断して始末に踏み切るが、スタンドの相性の悪さから断念し、扱いようによっては利用できると考えた彼によって植木鉢に移され、川尻家の屋根裏部屋でひそかに育てられていた。その後、成長により姿が変化した。
直接的に仗助らと敵対することはなかったが、仗助と吉良の最終決戦時には「キラークイーン」の腹部シャッター内に取り込まれ、爆弾の能力を最大限に生かす強力な「武器」として利用され、仗助を大いに苦しめる。しかし決戦終盤、キラークイーンが腹部シャッターを閉めていない隙をついて、復活した億泰が「ザ・ハンド」でキラークイーンの腹部から引き寄せて捕えた。
吉良との最終決戦後は億泰の父を気に入り、彼の友達になった。
ストレイ・キャット
【破壊力 - B / スピード - E / 射程距離 - なし / 持続力 - A / 精密動作性 - E / 成長性 - C】
本体と一体化しているスタンド。空気を操る能力を持ち、固めて発砲したりクッション代わりにして防御するなど、幅広く応用できる。空気をなくすことで「キラークイーン」の「第一の爆弾」を無力化した、唯一のスタンドでもある。光合成で行われる呼吸により操作するため、強い光を当てれば当てるほど強化されるが、逆に光を当てなければほとんど無力化される。
スタンド名の由来はアメリカのバンド「ストレイ・キャッツ」。
『オールスターバトル』以降およびテレビアニメの北米版では、"Feral Cat"（フェラル・キャット）と改名されている。
鋼田一 豊大（かねだいち とよひろ）
声 - 遠近孝一
杜王町郊外の廃鉄塔を10万円で買い取り、3年間その鉄塔の中だけで自給自足の生活を送っていた奇妙な男。
仗助、億泰、未起隆の3人が好奇心から近寄るが、実は自らのスタンドと一体化した鉄塔に囚われているスタンド使いであり、吉良吉廣が唆して吉影を追う仗助らに仕向けた刺客であった。仗助ら吉影の追跡者の誰かを鉄塔に閉じ込めれば「鉄塔を出た後の生活の面倒はすべて見てやる」という吉廣の言葉を信じ、自身の身代わりとして鉄塔に閉じ込めようと仗助らに襲いかかる。
仗助たちと出会った際の顔は素顔ではなく精巧なマスクを被っており、名前も偽名であったりと、鉄塔を出た逃亡後に追跡されないための下準備もしていた。長年の鉄塔での生活で掌のタコが異常なほど硬く発達しており、電線に引っかけたり、カッターナイフなどの小物を収納できるなど幅広く応用が利く。鉄塔とスタンド能力の特性を熟知しており、鉄塔内での地の利を生かして戦う。
鉄塔に入り込んだ仗助と未起隆に対し、鉄塔への攻撃エネルギー循環を操作して戦い追い詰めるが、クレイジー・ダイヤモンドの「治す」能力でエネルギーを撃ち返されて敗北した。この敗北で、自分が一番安心して生活できる場所はここしかないと改心し、鉄塔中で生涯を過ごすことを決意する。
その後、吉良親子に関する情報を仗助に問われた際には、別の刺客（エニグマの少年）によって康一がすでに始末されたという情報を、仗助らに提供している。
テレビアニメ版ではその後も未起隆と交流があるようで、彼に釣った魚の手料理を振舞っている。
スーパーフライ
【破壊力 - E / スピード - E / 射程距離 - なし / 持続力 - A / 精密動作性 - E / 成長性 - E】
豊大が住居としている鉄塔と一体化しているスタンド。鉄塔の枠の中に1人以上残っていない状態で枠の外に出ようとすると、枠の外に出た部分が鉄塔の一部に変化してしまうため、一度捕らわれれば誰かと入れ替わるまで脱出できない。本体である鋼田一豊大にも制御ができず同調もしておらず、スタンド能力が「ひとり歩き」している状態のため、彼自身も能力に囚われてしまっている。
また、攻撃を受けるとその破壊エネルギーを鉄塔内で循環させた後、攻撃を受けた場所から放出するため、破壊することもできない。この性質を利用し、豊大は放出される破壊エネルギーの軌道を見切ることで、攻撃や移動にも使用している。また、鉄塔に多少のダメージを与えても本体に影響はない。
スタンド名の由来はアメリカの歌手カーティス・メイフィールドの楽曲およびその収録アルバム「スーパーフライ」。
宮本 輝之輔（みやもと てるのすけ） / エニグマの少年
声 - 成瀬誠 / 河西健吾
吉良吉廣によりスタンド使いとなる。他人が恐怖する姿を観察することに悦びを得る悪癖を持ち、その欲求を満たすために能力を悪用する少年。劇中では本名が出ず「エニグマの少年」と表記されていたが、後に関連書籍で正式な名前「宮本輝之輔」が明かされた。
康一や朋子をスタンド能力で人質にして仗助を追い詰め、紙に閉じ込めるが、噴上裕也の協力もあり抹殺に失敗。その陰湿な性格と卑劣な手段が仗助の怒りを買い、最後は彼によってシュレッダーの紙屑と融合させられて本になり、杜王町の図書館に寄贈される。この本を読んでいると、時折声が聞こえるらしい。
エニグマ
【破壊力 - E / スピード - E / 射程距離 - C / 持続力 - A / 精密動作性 - C / 成長性 - C】
あらゆる物体を紙の中に閉じ込めることができる人型のスタンド。人間に対しては発動条件があり、個人が持つ特有の「恐怖のサイン」を、輝之輔が見抜いたうえで相手に示させることで紙に閉じ込めることができる。何かを閉じ込めた紙は折りたたまれており、開くことで中身を取り出すことができる。
本体の輝之輔も紙の中へ自由に出入り可能で、紙に入った状態で身を潜めたり、風を利用して飛び回ったりする移動ができる。紙の中では時間経過の概念がないため、ラーメンも温かいまま麺が伸びることなく保存でき、タクシーのような大きな物体も運転手ごと閉じ込めることが可能。
スタンド自身に攻撃力はないが、紙に閉じ込めた物体は、紙を破り裂くなど破損させれば同じようにダメージを受けるため、あらゆる物体を簡単に破壊できる。
スタンド名の由来はルーマニアの音楽プロジェクト「エニグマ」。
『オールスターバトル』、テレビアニメの北米版では、"Misterioso"（ミステリオーゾ）と改名されている。
乙 雅三（きのと まさぞう）
声 - 石井真
演 - 市川猿之助（『岸辺露伴は動かない』）
半焼した岸辺邸を改修工事の見積りのために訪れた、一級建築士。1970年生まれ。
吉良吉廣によりスタンドを引き出されるも雅三にその自覚はなく、スタンドが生み出した本体にさえ害をなしている。スタンド能力には最後まで無自覚だったが、「背中を見られたくない」「見られたらおしまいだ」という恐怖だけは感じており、他人に背中を見せないように生活していた。対面の際に背中を隠すための奇行が多い一方、性格は温厚で礼儀正しく商売人としては腹黒く金に汚いという、あくまで普通の人間である。
岸辺邸を訪れた際には先述の奇行が逆に露伴の好奇心を煽り、背中を見られたことでスタンドのスイッチが入ってしまう。最後は、チープ・トリックが露伴へ移動したときのショックによって背中から血を噴き出して怪死し、ミニチュア人形のように小さく干からびた死体と化した。
実写版『岸辺露伴は動かない』では当該エピソードを原作とする第5話（第2期）「背中の正面」に登場。六壁坂村周辺でリゾート開発を計画している企業の営業職となっており、六壁坂村周辺の山林を買い占めた露伴に売却を交渉するために岸辺邸を訪れたという設定となっている。
チープ・トリック
【破壊力 - E / スピード - E / 射程距離 - E / 持続力 - A / 精密動作性 - E / 成長性 - E】
自意識を持ち、宿主の背中に取り憑く完全な自律型スタンド。パワーはほとんど無く、本人いわく「絆創膏を剥がすほどの力さえも持っていない」そうだが、作中で出前を注文しているシーンがあるので、受話器を持ち上げる程度の力はある模様。他人のボケに対してツッコミをしたり、慰めたりもする。「ね？」が口癖。
宿主の耳元で囁くことで精神的なダメージを負わせるほか、周囲の人や動物に話しかけ、宿主の背中を見るように仕向ける。宿主が誰かに背中を見られると、このスタンドは背中を見た者（動物も含む）の背中へ移動して取り憑き、その者を新たな宿主とする。その際に元の宿主は背中を引き裂かれ、精気を吸われて死亡する。
能力によって貼り付いているために物理的な力で引き剥がすことはできず、強引に剥がそうとすれば背中ごと裂けてしまううえ、スタンド攻撃もそのまま宿主へ跳ね返ってくる。自他ともにろくな行動ができず、能力の発現に第三者を必要とする受動的なスタンドである。
雅三の背中を見た露伴に取り憑き、吉良の手掛かりとなる写真を焼けば周囲に背中を見るように仕向けないと露伴に取引を持ち掛けるが拒否され、対抗策を思いついて外出した彼にさまざまな妨害を行う。最後は、「ふり向いてはいけない小道」にたどり着いた露伴が康一にわざと背中を見せ、彼に取り憑こうとふり向いた結果、そこにいる存在によって露伴から引き剥がされ、彼のヘブンズ・ドアーによって「地獄に行く」と書かれた状態であの世へ引き込まれていった。
スタンド名の由来はアメリカのバンド「チープ・トリック」。モチーフはおんぶおばけ。
テレビアニメの北米版では、"Cheap Trap"（チープ・トラップ）と改名されている。
実写版『岸辺露伴は動かない』ではスタンドの概念が存在しないため、六壁坂に潜む怪異の一つという設定に改められており、「チープ・トリック」という名称も登場しない。雅三には六壁坂村の地主を訪れた際に取り憑いたという設定となっている。

### その他・杜王町の住人
杉本 鈴美（すぎもと れいみ）
声 - 広橋涼 / 原紗友里
コンビニ「オーソン」と薬局「ドラッグのキサラ」の間にある（実際には存在せず地図にも掲載されていない）小路に出現する、少女の幽霊。
1983年8月13日、自宅において両親や飼い犬アーノルドと共に、吉良吉影に殺害された。享年16。吉良の顔を見ていないため、正体までは知らない。それから15年間、犯人の危険性を街中の人に伝えるため、地縛霊となって現世に留まっている。
事件のあった晩、杉本家は当時4歳の岸辺露伴を預かっていた。自らの命を犠牲にして露伴を逃がしたが、彼は当時の記憶を喪失している。幼少時の露伴を知っているため、彼のことは「ちゃん」付けで呼ぶ。吉良の死後、露伴や康一、杜王町の人々に見守られながら、アーノルドと共に現世を去る。
アーノルド
杉本鈴美の飼い犬の幽霊。かつて、杉本家で吉良吉影によって首を切られて殺害された。鈴美と共に地縛霊となっている。
死んで幽霊となった吉良に奇襲をかけ、罠にはめて完全に倒す。最終的には鈴美と共に現世を去る。
虹村（父）（にじむら）
声 - 楠見尚己
演 - 水橋研二
虹村兄弟の父親。
元々は東京在住で、何らかの会社（テレビアニメ版では不動産会社）を経営していた。しかし、1987年に妻を病で失ったうえ、1989年にはバブル期でありながらも運営に失敗し、莫大な借金を残して会社は倒産した。
その後、スタンドの才能をDIOに見いだされ、報酬と引き換えに彼の部下になる（ただしPart4からの登場であり、Part3作中には未登場）。億泰が「5〜6年は生活していく蓄えはある」「家には食っていくだけの金はある」と発言していることから、DIOによる報酬は借金を返済しても余るほどであったことがうかがえる。
DIOが死亡したことで頭に打ち込まれていた「肉の芽」が暴走して脳と肉体を侵食され、醜悪な肉塊に包まれた容姿と化す。知能も著しく低下し、異常な再生能力を有して死にたくても死ねない怪物と変わり果ててしまう。スタンド使いであったが、人格を失ったことでスタンドを使用することはできなくなり、どのようなスタンドであったかは不明である。
息子の形兆によれば、会社の倒産直後は息子たちに理不尽な暴力を振るうような堕落しきった状態だった。しかし、不死身の怪物と化したのちも、家族の写真が入っていたはずの箱を必死に漁り、写真の復元を試み続けるなど、家族を思う気持ちだけは残っていた。
吉良吉影の死後は彼の飼育していた猫草に気に入られ、一緒に暮らしている。テレビアニメ版では最終話エピローグでトニオの料理を食べ、億泰は元の体に戻ることを期待するが、一皮剥けて肌がきれいになっただけに留まるというシーンが追加された。
ノベライズ『OVER HEAVEN』によると、DIOの組織での役割は日本担当で、主に病床の空条ホリィの監視が仕事であった。
下の名前は原作・テレビアニメ版では不明だったが、実写映画版にて虹村万作（にじむら まんさく）とつけられた。
川尻 浩作（かわじり こうさく）
会社員。吉良吉影に年齢と体格が近い。そのために身代わりとして狙われ、殺害されたのちに自身の顔と右手の指紋をシンデレラの能力で吉良に移植させられ、成り替わられた。
寡黙で朴訥（ぼくとつ）な性格だったらしく、「大酒をくらうわけではない」「仕事には真面目」と妻のしのぶに評されているが、同時に「フロ・メシ・ネルしか言わない」「つまらない男」と語られている。息子の早人には「普段から会話の機会もなく、親子仲は決して良いものとはいえなかった」と評されている。吉良の推測によれば、生前は仕事での昇進を狙っていたふしがある。
シイタケが大の苦手。浩作になりすました吉良はそのことを知らずに食してしまい、しのぶに「珍しい」と指摘される。身体が完全一致であるわけもないことも踏まえて、早人に怪しまれた。本物の遺体は爆破で消され、吉良の死後は行方不明扱いになっている。
川尻 しのぶ（かわじり しのぶ）
声 - 嶋村侑
川尻浩作の妻。短大生時代に川尻浩作と交際し、早人を妊娠したために結婚した。周囲への優越感で選んだ浩作に「つまらない」という感情を抱き続けており、結婚の理由になった早人の存在をも枷と考え、内心では疎んじていた。
だが、夫が吉良吉影と入れ替わってからは、打って変わってスリルのある行動を取るようになった夫に対し、ときめきを感じるようになる。最終的には早人の成長にも気づくようになり、母としても成長している。
猫好きだが、猫草になる前の猫（タマ）を事故で殺してしまったことにより、猫草に嫌われている。襲われた際には足の爪を剥がされたうえ、胸に空気弾を受けて吹き飛ばされて失神したところを吉良に助けられている。
最終決戦後、吉良の事故死により失踪扱いとなった夫の帰りを、今後も待ち続けるであろうと語られている。
東方 朋子（ひがしかた ともこ）
声 - 豊口めぐみ（第1話 - 第15話）→伊藤静（第31話 - 第39話）
演 - 観月ありさ
仗助の母親。36歳。職業は教師（科目は不明）。恐怖を感じると唾を飲みこむクセがある。好物は鎌倉銘菓の「鎌倉カスター」。大学在学中に当時62歳のジョセフと不倫し、仗助を産んだ。
実年齢よりも若く見える美人。仗助と同様にキレやすい性格をしており、自分をナンパしてきた男には暴力を振るい、家の前に犬の糞をされた際には「飼い主のポケットに糞を入れてやる」などと発言している。注意深い性格でもあり、牛乳屋に変装したアンジェロが渡してきた牛乳瓶に、わずかな異変があることにもすぐ気づいている。
幼少時代の仗助が高熱で生死の境をさまよった際には大雪の中を自家用車で病院へ急ごうとして立ち往生し、「ただのカゼだと言われようとも救急車を呼ぶのをためらうのではなかった」と後悔した。しかし、結果的にはこの出来事が、仗助が学ラン姿の少年に憧れるきっかけとなる。
ジョセフのことは現在でも愛しており、承太郎が来宅したときにはジョセフと間違えて抱きついた。
東方 良平（ひがしかた りょうへい）
声 - 宝亀克寿
演 - 國村隼
朋子の父で、仗助の母方の祖父。定年間近で出世こそ無かったが、35年間杜王町を守ってきた正義感あふれる警察官。普段はお茶目な姿も見せるが、時折見せる顔は町を守る男の顔。杜王町と朋子、仗助を深く愛する。ファッション収集が唯一の趣味であり、その性格は仗助にも受け継がれている。
片桐安十郎（アンジェロ）を最初に捕まえた警官でもあり、逆恨みを込められたアクア・ネックレスによって殺害される。その際に出血していた遺体は仗助のクレイジー・ダイヤモンドによって修復されるが、すでに良平が絶命していたことから蘇生までは叶わず、死因は急性心臓発作として扱われた。享年55。仗助は尊敬すべき祖父を殺害された後悔から、彼の代わりに杜王町を守ろうと決意することになる。
テレビアニメ版では、骨壺が入った化粧箱や「福守良道信士」という戒名が書かれた位牌が遺影の隣に添えられている。
広瀬姉弟の母親
声 - 長尾歩
下の名は不明。息子の康一を信じている温和な性格で、良き理解者。
広瀬 綾那（ひろせ あやな）
声 - 武田華
康一の2つ年上の姉で、女子高の3年生。母親似で康一を「康ちゃん」と呼んでいる。名前は露伴のヘブンズ・ドアーによって判明した。
ポリス
広瀬家で飼っている犬。動くことが苦手ですぐ眠ろうとする。康一いわく「ボケ犬」。
学ラン姿の少年
DIOの復活でスタンド能力が発現し、それに伴う高熱で生死の境をさまよう幼少期の仗助を朋子が病院に運ぶ途中、積雪に車のタイヤを取られて立ち往生していたところに通りかかった、リーゼントヘアで学ラン姿の少年。どこかで喧嘩でもしてきたのか傷だらけの姿だったが、着ていた学ランを何の躊躇もなく車のタイヤ下に敷いて車を押し動かすと、ボロボロになった学ランを手にして何事もなかったようにその場を立ち去る。後日、朋子は礼を言うためにその少年を探したが見つからず、彼が誰なのかは不明のままだったが、朦朧とする意識の中で見たその姿に仗助は憧れ、同じような服装や髪型をするようになる。
テレビアニメ版では声優がキャスティングされておらず、台詞は字幕で表示されている。ノベライズ版『The Book』でも言及がある。
DIO（ディオ）
Part1やPart3でジョースター家の宿敵として登場した人物。
Part3で空条承太郎に倒されたため、本作では直接の登場はないが、承太郎などの台詞や虹村形兆の回想で登場する。

エンヤ婆
Part3の登場人物で「魔女」の異名を持つ老婆。素養のある人間にスタンド能力を発現させる「弓と矢」を使い、DIOをはじめとする多くのスタンド使いを生み出した。
本作では、かつて虹村形兆や吉良吉廣に接触し、「弓と矢」を託していたことが明らかとなる。
大倉 美那子（おおくら みなこ）
声 - 朝井彩加
川尻に化けた吉良が通勤電車内で接触し、ひと悶着起こした一般人女性。殺人衝動を抑えられなくなった吉良に後をつけられ、交際相手のサトルを殺された直後に爪切りを強要された後、爪切りをした手だけを残してキラークイーンで爆殺される（この現場は後をつけていた早人に目撃される）。
原作では下の名前しか登場していないが、テレビアニメ版では承太郎が持っていた行方不明者の資料にフルネームが記載されている。また、その資料によるとS市M短大一年生の19歳で家族は両親と弟・妹がおり、父親との口論が元で家出してサトルの家に転がり込んでいたとされている。
中江 悟（なかえ さとる）
声 - 畠中祐
美那子の交際相手。電車内で川尻（吉良）と揉めた後、マンションの部屋に上がりこんできた吉良を追い出そうとして爆殺される。
名前は美那子のフルネームと同様、テレビアニメ版で承太郎が持っていた行方不明者資料に記載。また資料中ではT大学三年生の22歳で、マンションの部屋が彼の自宅であることが分かる。
カイ原田（カイ はらだ）
声 - バッキー木場
アニメオリジナルキャラクター。杜王町で放送中のラジオ番組『杜王町RADIO』のメインパーソナリティー。キャッチフレーズは「あなたの隣人、カイ原田！」。ラジオからの声のみで本人の姿は登場していない。
吉良吉影は『杜王町RADIO』が好きな様子で、自宅および殺害した女性宅での朝食の準備中に流したり、川尻浩作に成り済ましてからさえも食事の準備中には同番組を流していた。

## 用語
M県S市杜王町
人口約53000人の東北地方の中心都市の郊外にある大規模なニュータウン。町の花は「フクジュソウ」。特産品は「牛たんのみそづけ」。1980年前半からS市のベッドタウンとして急速に発展した。その後の外伝『デッドマンズQ』では、S市の政令指定都市化によって行政区化している。その範囲は海岸部から丘陵部まで幅広く（『[The Book』より）、その快適な環境から行楽シーズンでは各地から観光客が訪れるが、同時に年に全国的平均から見ても7、8倍の行方不明者が発生する。
モデルとなっているのは、作者の出身地である宮城県仙台市であり、作中に出てくる地名（勾当台、定禅寺、国見など）には実際の仙台市北部・中心部の地名と同一のものもみられる。市の名前がS市と伏せ字になっているのは、本作に殺人鬼が登場することから仙台を舞台とすることをためらったためであり、杜王町という架空の街を舞台にしたのも「仙台市民になるべく迷惑がかからないように」という配慮からである。また、連載時（1992年 - 1995年）はS市というのが仙台市で、杜王町はその郊外の街という設定になっており、仙台市そのものが舞台ではなかった。
地理上のモデルは、松島町の北から東松島市のあたりが参考にされている。また、ベッドタウンとしての街のイメージは、1970 - 1980年代に仙台市北部周辺に造成されていった新興住宅地（仙台市泉区〈旧・泉市〉や宮城野区の鶴ヶ谷ニュータウンなど）がモデルとなっている。
この地名はPart8など作中だけではなく、作者の原画展の告知にも使われている。
物語の途中で杜王町内の一部の地名が変更され、「定禅寺」が読みはそのままで字が「浄禅寺」に（なお、モデルである仙台市の地名は最初に使われていた「定禅寺」の字）、「杜王駅」が「杜王町駅」にそれぞれ変わっている。
単行本第33巻に登場した杜王町地図では、第32巻に登場した「CAFE れんが亭」の位置に「カフェ ドゥ・マゴ」と表記されているが、第38巻に登場した杜王駅前上面図でのカフェ ドゥ・マゴの位置は、第33巻の地図と異なっている。なお、リミックス版のおまけページでの特集では、先に発売された一部抜粋収録版でれんが亭の名前が変わったと書かれているが、後に発売された全話収録版ではれんが亭とドゥ・マゴを別々の店として扱っている。
実写映画版では、後述するようにスペインのシッチェスがロケ地として用いられている。

「弓と矢」
Part4以降の物語に深く関わるアイテム。矢に射抜かれた者は、スタンド使いの素質を持っていれば死なずにスタンド使いとなる。射抜かれずに傷つけられても、発熱に苛まれて、生き残ればスタンド使いとなる。適性がなければそのまま死ぬ。弓および矢の胴体部分には、特に特殊な能力はない。
DIOのもとでエンヤ婆が所有していたことが判明しており、Part4の劇中では2組登場する。虹村形兆は1組目の弓矢で無差別に町の人間を射抜いてスタンド使いと犠牲者を作っていた。吉良吉廣の2本目の矢は、吉廣と吉影からスタンド能力を引き出す。この2本目はスタンドの素質を持つ者を意思を持ったかのように選んで指し示し、仲間作りに貢献したほか、勝手に動き出して吉影を貫いて「バイツァ・ダスト」を目覚めさせた。
続くPart5『黄金の風』にてさらなる情報が明らかになる。鏃は50,000年ほど前に地球に飛来した隕石を古代人が加工したもので、発熱とスタンドを引き出す原理はウイルス進化ではないかと言われる。ディアボロがエジプトで矢6本を発掘し、1本を私有して5本をエンヤ婆に売った。またノベライズ版の『The Book』には、ディアボロの6本以外の矢（古代人の失敗作か）が言及される。
オーソン (OWSON)
杜王町の名所「少女の幽霊に会える小道」に隣接するコンビニエンスストア。康一が利用するほか、吉良に関する打ち合わせを店の前で行っている。
なお、モデルになったローソン (LAWSON) は、連載開始以前の1978年に仙台市への出店を果たしている。2012年には、同時期に開催された作者の原画展に合わせてローソン仙台柳町通店の看板が改装され、「オーソンS市杜王町店」として期間限定営業が実施された。また、2016年8月に開催された「ジョジョ七夕まつり in S市杜王町」においても仙台柳町通店が「オーソンS市杜王町店」として期間限定で営業した。
黄金の精神
最終話にて、ジョセフが町を離れる際、杜王町の若者たちに向けて彼らを賞賛した言葉。

### 杜王町の名所
アンジェロ岩
名所その(1)。片桐安十郎が仗助によって岩と一体化させられ、そのまま放置されている。不気味な外見とは裏腹に町民には親しまれており、恋人の待ち合わせの場所として人気を博している。粉々に粉砕された後、念入りに融合させられたので、動くことはできずスタンドも消滅したが、意識は残っており、話しかけると、「アギ…」という唸り声が聴こえてくることがある。
ボヨヨン岬
名所その(2)。岬の崖から転落して岩にぶつかりそうになった由花子が、エコーズACT2の能力によって助けられた瞬間を漁師が目撃したことから広まった。漁師たちの間では海の神様がいると信じられている。ただし、そのしっぽ文字はACT2により取り去らわれているため、二度と弾くことはない。
岸辺露伴の家
名所その(3)。物語開始の3か月前に引っ越してきた。本人はとても忙しいためか、サインをもらおうと家を訪れても出てこない。仗助のせいで火事に遭っている。後に、この家は山を購入したことが原因で破産し売却したことが『岸辺露伴は動かない』にて判明している。
少女の幽霊に会える小道
名所その(4)。「振り向いてはいけない小道」とも呼ばれる。地縛霊になった杉本鈴美と愛犬アーノルドが存在している場所であり、死者の魂の通り道。入口はオーソンとキサラの間の道だが、前述の理由から地図にも無く通常は見えない。出口はポストを越えて曲がった後、20m先の道にある。その間、ポストを越えて出口に到着するまでは決して後ろをふり返ってはいけないという決まりがあり、ふり返った者（人間はもちろん、スタンドでも）無数の手によりあの世へ引きずり込まれる。道を通る間は、後ろから得体の知れない何者かが振り向かせようと、さまざまな嫌がらせや誘惑、脅しをかけてくるが、振り向かない限りその実体には捕まらない。吉良吉廣は「この世とあの世の通り道」と息子・吉影に話している。
送電鉄塔に住む男
名所その(5)。鋼田一豊大が住んでいる鉄塔。豊大は自給自足で鉄塔ライフを確立させているが、塩や菓子類は手に入らないため、持って行くと喜んで写真撮影などに応じてくれるという。

#### アニメ版で追加された名所
イタリア料理店「トラサルディー」
杜王町国見峠霊園バス停から徒歩で1分の所で営業しているイタリア料理店。決まったメニューはなく、経営者兼シェフのイタリア人・トニオが客の健康状態を診て、体調に見合った料理を出す。杜王町で採れた食材を使うイタリア料理は絶品で体調も回復することから繁盛しているが、トニオが1人で経営しているためにテーブルが2つしかなく、予約が推奨とされている。
杜王グランドホテル
海岸沿いの「杜王海水浴場」に位置する杜王町を代表するホテル。杜王町に滞在中の承太郎が長期宿泊している。
高級別荘地帯にある趣と歴史あるホテルは杜王町を訪れる旅行者の宿として長年愛され、満足できるサービス精神によりリピーター客も多い。ホテル内のレストランで食べられる牛タン料理は、絶品と評判である。
パン屋「サンジェルメン」
杜王駅から伸びるグリーンロードを歩いて1分の所に位置するパン屋。独自の製法と石窯で焼いたパンにこだわりを持ち、学生やOLなどの幅広い層から支持され、特に11時に焼き上がったパンで作るサンドイッチは、昼食時には必ず売り切れるほどに人気がある。
二つ杜トンネル
杜王町とS市をつなぐ国道に存在するトンネル。嘉永五年（1852年）開通。昭和58年（1983年）修復。全長450m。
トンネル内はカーブしているために反対側の道路が見えず、夜道の灯りが少ないために交通事故が絶えないうえ、不気味な雰囲気からも心霊スポットとして若者の間で有名である。

## 書誌情報

### 漫画
- 『ジョジョの奇妙な冒険』29 - 47、ジャンプ・コミックス、1992年 - 1996年、全19巻
- 『ジョジョの奇妙な冒険』12 - 28「Part4 ダイヤモンドは砕けない」、集英社ジャンプリミックス、2002年 - 2004年、全17巻
- 『ジョジョの奇妙な冒険』18 - 29「Part4 ダイヤモンドは砕けない」、集英社文庫、2004年、全12巻
- 『ジョジョの奇妙な冒険 ダイヤモンドは砕けない』、集英社ジャンプリミックス、2006年、全10巻
- 『ジョジョの奇妙な冒険 第4部 ダイヤモンドは砕けない 総集編』、集英社マンガ総集編シリーズ、2016年、全6巻

### スピンオフ
『岸辺露伴は動かない』 - 登場人物の一人である岸辺露伴を中心として展開するスピンオフ作品。『週刊少年ジャンプ』1997年30号にて第1作『懺悔室』が発表され、その後、不定期に新作が発表されており、一部のエピソードは2017年以降にOVA化や実写ドラマ化がされている。時系列はエピソードごとに異なり、Part4本編とはつながらない一種のパラレルワールド的なエピソードも存在する。なお、Part4の主人公東方仗助は一貫して後ろ姿のみの登場となっており、セリフも一切ない。これは「ひとつの作品に主役はふたり並び立てない」という原作者である荒木の考えからであることが、OVA版監督の加藤敏幸によって明かされている。

『ジョジョの奇妙な冒険 クレイジー・Dの悪霊的失恋』（原作：上遠野浩平、漫画：カラスマタスク） - 『ウルトラジャンプ』2022年1月号より連載が開始されたスピンオフ作品。時系列は原作Part4の前日談に当たり、東方仗助が空条承太郎と出会う前、まだ仗助のスタンドが「クレイジー・ダイヤモンド」と名付けられる以前に杜王町で起きた事件を描く。また、Part4の前日談だけでなく、Part3の登場人物や、登場人物の親族も登場しており、Part3の後日談的な内容にもなっている。原作者である荒木飛呂彦は『Original Concept』という形で作品に関わるため、原作者が執筆しないジョジョの奇妙な冒険のスピンオフ漫画作品はこれが初になる。

### 小説
『“The Book” Jojo's Bizarre Adventure 4th Another Day』（著：乙一。2007年。ジャンプ j-BOOKS） - 時系列は原作Part4の後日談に当たり、杜王町の住人である新たな人物や広瀬康一などを語り部として、杜王町で起こったもう一つの事件を描くノベライズ作品。キャッチコピーは「ジョジョの奇妙な冒険20周年乙一×JOJO」「本の存在により、仗助は死ぬ」。

『岸辺露伴は叫ばない 短編小説集』（著：維羽裕介、北國ばらっど、宮本深礼、吉上亮。2017年 - 2018年。ジャンプ j-BOOKS） - 『岸辺露伴は動かない』を原作とするノベライズ作品のスピンオフ集。『ウルトラジャンプ』2017年8月号および9月号、2018年1月号にて作品が発表され、後にこれらのエピソードを集めた作品集として『岸辺露伴は叫ばない』『岸辺露伴は戯れない』の2巻が発行されている。『岸辺露伴は動かない』同様に、時系列はエピソードごとに異なり、Part4本編とはつながらない一種のパラレルワールド的なエピソードも存在する。
他に『テュルプ博士の解剖学講義』がある。『The Book』の前に冒頭部のみが書かれた作品であり、未完・単行本未収録、荒木飛呂彦が挿絵を描き下ろしている。2002年の『読むジャンプ』に掲載された。書き直して別物になった完成作が『The Book』である。

## テレビアニメ
『ジョジョの奇妙な冒険 ダイヤモンドは砕けない』のタイトルで、2016年4月から12月まで全39話で放送された。
アニメ化での主な変更点は、エピソードの時系列が「山岸由花子はシンデレラに憧れる」→「吉良吉影は静かに暮らしたい」の順に入れ替わっているほか、「鉄塔に住もう」「エニグマの少年」「ぼくのパパはパパじゃない」「チープ・トリック」の4つのエピソードをまとめて「7月15日（木）」とし、ストーリーを時系列順に進行させている。

## 実写化作品

### 実写映画
『ジョジョの奇妙な冒険 ダイヤモンドは砕けない 第一章』（ジョジョのきみょうなぼうけん ダイヤモンドはくだけない だいいっしょう）のタイトルで、2017年8月4日に公開。監督は三池崇史、主演は山﨑賢人。東宝とワーナー ブラザース ジャパンによる初の共同製作・配給作品である。

#### 製作
2016年9月28日に制作発表記者会見が行われ、監督の三池や主演の山﨑ら主要俳優陣が登壇した。
プロデューサーの平野隆によれば、タイトルに「第一章」と冠している理由は原作の第4部の長さが2時間の尺では収まらないことを挙げ、第一章は1本で楽しめるようにしたいが、客の応援次第で第4部をすべてやっていきたいからだそうである。実写化の構想は10年ほど前から抱いており、日本が舞台ということから第4部を選んで5年以上前から企画を始動させ、荒木を口説き落として実写化にこぎつけた。荒木は、撮影現場で組まれているセットなどのイメージボードも確認しているという。スペインのシッチェスをロケ地に選んだ理由は、原作に登場する大きな館などの西洋風味の部分を取り入れるためと、劇中のキャラクターたちの「なじみやすさ」を考慮してのことだそうである。また、監督の三池によれば、荒木の思い出の街が増幅してできた杜王町をリアルのものにすべく、昔ながらの不良学生が馴染む風景を探してシッチェスにたどり着いたという。

### キャスト（実写映画）
- 東方仗助 - 山﨑賢人
- 広瀬康一 - 神木隆之介
- 山岸由花子 - 小松菜奈
- 虹村形兆 - 岡田将生
- 虹村億泰 - 新田真剣佑
- 東方朋子 - 観月ありさ
- 東方良平 - 國村隼
- 片桐安十郎 - 山田孝之
- 空条承太郎 - 伊勢谷友介

#### スタッフ（実写映画）
- 原作 - 荒木飛呂彦『ジョジョの奇妙な冒険 Part4 ダイヤモンドは砕けない』（集英社ジャンプ・コミックス刊）
- 監督 - 三池崇史
- 脚本 - 江良至
- 音楽 - 遠藤浩二
- 企画プロデュース - 平野隆
- プロデューサー - 源生哲雄、坂美佐子
- 共同プロデューサー - 前田茂司、岡田有正、刀根鉄太、阿相道広
- ラインプロデューサー - 今井朝幸、善田真也
- アソシエイトプロデューサー - 諸井雄一
- 撮影 - 北信康（J.S.C.）
- 照明 - 渡部嘉
- 美術 - 林田裕至、佐久嶋依里
- 録音 - 中村淳
- 装飾 - 坂本朗
- 編集 - 山下健治
- スーパーバイジングサウンドエディター - 勝俣まさとし
- キャラクタースーパーバイザー - 前田勇弥
- ヘアメイク - 酒井啓介
- スタントコーディネーター - 辻井啓伺、出口正義
- 軍事・警察監修 - 古谷謙一
- キャスティングプロデューサー - 杉野剛
- 俳優担当 - 平出千尋
- 画コンテ - 相馬宏光
- 助監督 - 倉橋龍介、長尾楽
- 制作担当 - 柄本かのこ
- VFXスーパーバイザー - 太田垣香織
- コンポジットスーパーバイザー - 細川貴史
- VFXコーディネーター - 川出海
- リードギター - マーティ・フリードマン
- プランニングスーパーバイザー - 濱名一哉、大原真人、坂部康二
- 出版協力（ウルトラジャンプ編集部） - 井藤涼、西村新平、横井秀和
- 集英社ライツ担当 - 森亮介、高野貴志、末吉孝充
- 製作委員会統括 - 吉田尚子、市川南、高橋雅美、木下暢起、奥野敏聡、二宮清隆、石川豊、伍賀一統、木谷高明、小玉滋彦、佐藤義比古、新開恒平、荒波修、植山信一、国貞泰生、長瀬直之、吉川英作、榛葉英二、城雅治
- 配給 - 東宝、ワーナー・ブラザース映画
- 制作プロダクション - OLM
- 制作協力 - 楽映舎、b-mount film
- 製作幹事 - TBSテレビ
- 製作 - 映画『ジョジョの奇妙な冒険 ダイヤモンドは砕けない 第一章』製作委員会（TBSテレビ、東宝、ワーナー・ブラザース映画、集英社、OLM、東北新社、電通、バンダイナムコエンターテインメント、ブシロード、TCエンタテインメント、CBCテレビ、毎日放送、GYAO、RKB毎日放送、北海道放送、TBC東北放送、日本出版販売、静岡放送、中国放送）

#### 興行成績
国内映画ランキング初登場5位。土日2日間で動員11万7000人、興行1億6600万円の成績となった。

#### 受賞
- 第17回ヌーシャテル国際ファンタスティック映画祭 インターナショナル・コンペティション部門 - 観客賞[31]
- 第3回CGWORLD AWARDS 作品賞・実写VFX部門 - 最優秀賞[32]

#### DVD/Blu-ray
2018年3月23日発売。発売元はTBS、販売元はTCエンタテインメント。

#### テレビ放送
| 回 | テレビ局 | 年月日        | 放送時間（JST）  | 備考   |
| -- | -------- | ------------- | ---------------- | ------ |
| 1  | TBS      | 2018年2月11日 | 1:20（10日深夜） | [ 34 ] |

### 備考
上記映画とは別に、本作のスピンオフ作品『岸辺露伴は動かない』を原作とした同名テレビドラマ『岸辺露伴は動かない』が制作されている。このドラマは、基本的にスピンオフ作品を原作としているが、一部のエピソードは、本作のエピソードを原作としている。なお、こちらも映画作品が制作されているが、こちらは2作品とも、スピンオフ作品を原作としている。